# Liste des anciens noms de voies de Paris
Cet article dresse une liste alphabétique des anciennes voies de la ville de Paris, qu'il s'agisse de voies ayant disparu, ou de voies ayant changé de nom comme les voies sans nom.
- Haut – A
- B
- C
- D
- E
- F
- G
- H
- I
- J
- K
- L
- M
- N
- O
- P
- Q
- R
- S
- T
- U
- V
- W
- X
- Y
- Z

## Liste alphabétique

### A
- A/4 (voie), voie nommée rue de l'Abbé-Migne depuis 1978 (4e)
- Abattoir (rue de l'), voie nommée rue de Dunkerque depuis 1847 (actuel 10e arrondissement)
- Abbaye
  - Abbaye (passage de l'), voie disparue en 1897 (6e),
  - Abbaye-du-Bec-Hellouin (rue de l'), voie de l'ancien 7e arrondissement devenue rue Barre-du-Bec et absorbée par la rue du Temple en 1851 (actuel 4e arrondissement)
- Abbé-de-Saint-Denis (rue de l'), ancien nom de la rue des Grands-Augustins (6e)
- Abel-Laurent (rue), ancienne voie des entrepôts de Bercy (12e)
- Abreuvoir
  - Abreuvoir-aux-Bœufs (rue de l'), partie de la rue Jean-Nicot Paris 7e
  - Abreuvoir-Mâcon (rue de l'), partie de la rue de la Harpe Paris 5e
  - Abreuvoir-Mascon (rue de l'), partie de la rue de la Harpe Paris 5e
  - Abreuvoir (Île de la Cité) (rue de l'), rue qui était située dans le cloître Notre-Dame qui reliait le bord de la Seine à la rue Chanoinesse, supprimée en 1809. (actuel 7e arrondissement)
- Acacias
  - Acacias (petite rue des), voie nommée rue Duroc depuis 1847 (7e),
  - Acacias (rue des), voie nommée rue du Général-Bertrand depuis 1847 (actuel 7e arrondissement)
- Aigouts (rue des), voie nommée aujourd'hui rue Léopold-Bellan (2e)
- Aiguillerie (rue de l'), voie absorbée pour une petite partie par la rue Sainte-Opportune, puis dans sa majeure partie par la rue des Lombards (1er)
- AK/12 (voie), voie nommée rue Jeanne-Jugan depuis 1992 (12e)
- Albe (rue d') (1861 à 1879) nommée rue Lincoln depuis 1879 (8e)
- Albouy (rue), voie nommée rue Lucien-Sampaix depuis 1946 (10e)
- Alésia (cité d'), voie (1869) nommée précédemment « cité Buffétrille » d'après son propriétaire, devenue propriété privée et fermée depuis 1906, voir rue du Commandeur
- Alexis-Carrel (rue), nommée rue Jean-Pierre-Bloch depuis 2002 (15e)
- Alfred-Cornu (rue) voie de l'ancien 12e arrondissement supprimée en 1957
- Alger (rue d'), voie de la commune de La Chapelle, nommée rue Affre depuis 1864[1] (18e)
- Allemagne
  - Allemagne (avenue d'), voie nommée avenue Jean-Jaurès depuis 1914 (19e)
  - Allemagne (passage d'), voie de l'ancienne commune de La Villette, ouverte sous la dénomination de « passage Sauvage » (1835), annexée, renommée « passage d'Allemagne » (1877), rue Clovis-Hugues depuis 1937 (19e)
  - Allemagne (route d'),
  - Allemagne (rue d'), voie nommée avenue Jean-Jaurès depuis 1914 (19e)
- Alma (avenue de l'), voie nommée avenue George-V depuis 1918 (8e)
- Alphonse
  - Alphonse (impasse), voie ouverte en 1868 et devenue ultérieurement la rue Alphonse (15e)
  - Alphonse (rue), voie nommée rue Sébastien-Mercier depuis 1907 (15e)
- Amandiers
  - Amandiers (chemin de ronde des), voie de l'ancien 8e arrondissement, incorporée en 1864 au boulevard de Ménilmontant (11e et 20e)
  - Amandiers (boulevard des), voie de la commune de Belleville, annexée, incorporée en 1864 au boulevard de Ménilmontant (11e et 20e)
  - Amandiers-Sainte-Geneviève (rue des), voie nommée rue Laplace depuis 1864 (5e)
- Amboise
  - Amboise (impasse), voie nommée impasse Maubert depuis 1867 (5e)
  - Amboise (rue d'), voie de la commune de Montrouge, au Petit-Montrouge, annexée, renommée rue Thibaud en 1864 (14e)
- AN/12 (voie), voie  nommée rue Allard depuis 1974 (12e)
- Anglais / Anglaises
  - Anglais (cul-de-sac des), voie du 3e arrondissement, nommée impasse Beaubourg depuis 1867  (voir aussi quartier de l'Horloge)
  - Anglaises (rue des), voie nommée rue des Tanneries depuis 1877 (13e)
- Anglade (rue de l'), voie supprimée en 1866 lors du percement de l'avenue de l'Opéra et du prolongement de la rue de l'Échelle (1er),
- Angoulême
  - Angoulême-du-Temple (rue d'), voie nommée rue Jean-Pierre-Timbaud en partie depuis 1944, le reste depuis 1945 (11e)
  - Angoulême-Saint-Honoré (rue d'), voie nommée rue La Boétie depuis 1879 (8e)
- Antin (avenue d'), voie du 8e arrondissement, nommée avenue Franklin-D.-Roosevelt depuis 1945
- Apport-Paris (place de l') disparue lors de la démolition du Grand Châtelet.
- Arago (rue), voie du 19e arrondissement, nommée rue des Chaufourniers depuis 1867
- Arcade (rue de l'), ancienne voie du 18e arrondissement reliant la rue de la Mairie, dénommée depuis rue La Vieuville, et l'extrémité de la rue du Vieux-Chemin, actuelle rue Ravignan, à sa jonction avec la rue Gabrielle. Seule la partie entre la rue des Trois-Frères et la rue Berthe subsiste, le nom de rue Androuet lui ayant été attribuée en 1864 .
- Arche-Pépin (rue de l'), voie de l'ancien 4e arrondissement disparue lors de l'élargissement du quai de la Mégisserie
- Arcis (rue des), voie de l'actuel 4e arrondissement, réunie avec la rue de la Planche-Mibray à la rue Saint-Martin en 1851
- Arcueil
  - Arcueil (boulevard d'), voie de la commune de Montrouge, au Petit-Montrouge, annexée, réunie au boulevard Saint-Jacques en 1864 (14e)
  - Arcueil (chemin d'), voie de la commune de Gentilly, au Petit-Gentilly, annexée, rue d'Arcueil depuis 1877 (13e)
- Artistes
  - Artistes (impasse des), voie nommée impasse des Cloÿs depuis 1873 (18e)
  - Artistes (rue des), voie de la commune de Passy, annexée, renommée rue Gavarni en 1875 (16e)
- Artois (rue d'), voie du 9e arrondissement, nommée rue Laffitte depuis 1830
- Arts
  - Arts (rue des), voie de la commune de Belleville, annexée, renommée rue du Liban en 1867 (20e)
  - Arts (rue des), voie de la commune d'Auteuil, annexée, renommée rue Géricault en 1864 (16e)
- Asselin (rue), voie nommée rue Henri-Turot depuis 1935 (19e)
- Aubé (rue), voie du 4e arrondissement, disparue officiellement en 1962
- Aubervilliers
  - Aubervilliers (chemin d'), voie marquant la limite entre les communes de La Chapelle et La Villette, annexée, unie en 1863 avec la rue des Vertus pour former la rue d'Aubervilliers (18e et 19e)
  - Aubervilliers (rue d'), voie de la commune de La Chapelle, annexée, unie avec le chemin de la Croix-de-l'Évangile pour former la rue de l'Évangile en 1868[2] (18e)
- Aumaire (rue), voie de la commune de Charonne, annexée, nommée rue Vitruve depuis 1869 (20e)
- Aumale (rue d'), voie nommée rue de l'Aisne depuis 1869 (19e)
- Aunay
  - Aunay (chemin de ronde d'), voie de l'ancien 8e arrondissement, incorporée en 1864 au boulevard de Ménilmontant
  - Aunay (boulevard d'), voie de l'ancienne commune de Charonne, incorporée en 1864 au boulevard de Ménilmontant
- Austerlitz
  - Austerlitz (rue d'), voie nommée rue Fabert depuis 1864 (7e)
  - Austerlitz (grande rue d'), voie nommée rue Esquirol depuis 1864 (13e)
  - Austerlitz (petite rue d'), voie nommée rue de Campo-Formio depuis 1851 (13e)
- Auteuil (quai d'), voie nommée quai Louis-Blériot depuis 1937 (16e)
- Autriche (rue d'), voie du 1er arrondissement, en grande partie disparue mais dont une partie existe encore sous le nom de rue de l'Oratoire
- Aveugles (rue des), voie réunie avec d'autres rues pour former la rue Saint-Sulpice en 1851 (actuel 6e arrondissement)
- Avignon (rue d'), voie de l'ancien 6e arrondissement, disparue en 1855 lors du percement du boulevard de Sébastopol (voir rue Davignon)
- AW/20 (voie), voie du 20e arrondissement, nommée rue Albert-Willemetz depuis 1978

- Haut – A
- B
- C
- D
- E
- F
- G
- H
- I
- J
- K
- L
- M
- N
- O
- P
- Q
- R
- S
- T
- U
- V
- W
- X
- Y
- Z

### B
- Bagneux
  - Bagneux (rue de), voie nommée rue Jean-Ferrandi depuis 1935 (6e)
  - Bagneux (rue de), voie (1730) de la commune de Montrouge, partie comprise dans la zone de servitude militaire (non aedificandi) en 1841, annexée en 1925, renommée rue de la Légion-Étrangère en 1926 (14e)
- Baillif, voie du 1er arrondissement, supprimée dans l'entre-deux-guerres pour agrandir le siège de la banque de France
- Balagny (rue), voie nommée rue Guy-Môquet depuis 1945 (17e)
- Barillerie (rue de la), voie du quartier de la Cité, disparue lors de la création en 1858 du boulevard du Palais (actuels 1er et 4e arrondissements)
- Barré (cité), voie de la commune de Montrouge, au Petit-Montrouge, annexée, renommée Cité Bauer, puis cité Anne-Marie-Bauer (14e)
- Barre-du-Bec (rue), voie de l'ancien 7e arrondissement absorbée par la rue du Temple en 1851 (actuel 4e arrondissement)
- Barrière
  - Barrière-d'Enfer (place de la) ou « place d'Enfer », voie de l'ancien 12e arrondissement, nommée place Denfert-Rochereau depuis 1879 (14e)
  - Barrière-des-Sergents (rue de la), voie ouverte hors de l'enceinte de Philippe Auguste (dès 1305), attestée sous le nom de  « rue du Poil-au-Con » (1313), avant de prendre, dans l'ancien 4e arrondissement ceux de « rue Purgée » (1792), puis de « rue de la Barrière-des-Sergents » (1800) et enfin celui de rue du Pélican (1806) (actuel 1er arrondissement)
  - Barrière-Poissonnière (rue de la), voie renommée rue du Nord en 1833, absorbée par le boulevard Magenta dans les années 1850 (actuel 10e arrondissement)
- Bas-Montibeux (sentier des), voie de la commune de Charonne, annexée, nommée rue des Montibœufs depuis 1877 (20e)
- Basse-du-Rempart (rue), voie disparue lors de l'élargissement des boulevards des Capucines et de la Madeleine (9e)
- Basses-Dives (sentier des), voie de la commune de Charonne, annexée, nommée rue Eugénie-Legrand depuis 1934 (20e)
- Batave , 
  - Rue Batave, nom porté entre 1798 et 1814 par la rue de Valois-Saint-Honoré, disparue lors de l'aménagement du palais du Louvre et du prolongement de la rue de Rivoli dans les années 1840-1850 (actuel 1er arrondissement)
  - Cour batave, ensemble commercial construit de 1792 à 1795, démoli en 1858, qui était située dans l'actuel 1er à l'angle de la rue Saint-Denis et de la partie de la rue de la Cossonnerie entre cette rue et le boulevard de Sébastopol.
- Baudoin (cour), voie des entrepôts de Bercy.
- Baudoirie (cul-de-sac), disparu lors de la résorption de l'îlot insalubre no 1 en 1936.
- Bautru (rue), voie nommée rue des Petits-Champs depuis 1881 (1er et 2e)
- Béarn (impasse de), voie incorporée à la rue Roger-Verlomme en 1965 (3e)
- Beaujolais-Saint-Honoré (rue de), voie disparue lors de la construction de l'aile nord du Louvre dans les années 1850 (actuel 1er arrondissement)
- Beaujon (boulevard), voie nommée avenue de Friedland depuis 1864 (8e)
- Beaune (rue de), voie de la commune de Belleville, annexée, renommée rue des Fêtes en 1867 (19e)
- Beaurepaire (rue), absorbée par la rue Greneta (2e et 3e)
- Beauvais (rue de), absorbée par la rue de Rivoli
- Bel-Air (avenue de), voie située dans le bois de Vincennes, nommée avenue Anna-Politkovskaïa depuis 2013 (12e)
- Bercy-Saint-Jean (rue de), ou  rue de Bercy-au-Marais, voie réunie à la rue du Roi-de-Sicile en 1868 (4e)
- Berlin (rue de), voie nommée rue de Liège depuis 1914 (8e et 9e)
- Béthisy (rue), voie disparue lors du percement de la rue de Rivoli dans les années 1850 (actuel 1er arrondissement)
- BF/13 (voie), voie nommée rue Louise-Weiss depuis 1988 (13e)
- Bibliothèque (rue de la), supprimée lors de l'ouverture de la rue de Rivoli et des magasins du Louvre
- Bièvre (rue de), renommée rue des Gobelins
- Billettes (rue des), voie absorbée par la rue des Archives en 1890 (4e)
- Billancourt (chemin de, puis rue de), voie de la commune d'Auteuil, annexée, puis du 16e arrondissement, renommée rue Claude-Terrasse en 1927 ; une partie de la rue est située sur la commune de Boulogne-Billancourt (rue du point-du-Jour)
- Billault (rue), voie nommée rue Washington depuis 1879 (8e)
- Birague (place), voie de l'ancien 8e arrondissement, disparue lors du percement de la rue de Rivoli
- Biron
  - Biron (rue), voie de l'ancien 12e arrondissement, voir rue Jean-Dolent (14e)
  - Biron (rue), voir rue Labat (18e)
- Bitche (place de), voie nommée place des États-Unis depuis 1881 (16e)
- Bizioux (impasse), voie de la commune de La Chapelle, annexée, nommée rue du Canada depuis 1877 (18e)
- BO/15 (voie), voie nommée rue Henry-Farman depuis 1995 (15e)
- Blottière (impasse), voie disparue
- Blottière (rue), voie disparue du (14e)
- Bœufs
  - Bœufs (ancien chemin des), partie de la rue Nanteuil depuis 1930 (15e)
  - Bœufs (chemin des), voie disparue, reprise en grande partie par les rues Marcadet, de La Jonquière et Saint-Just (17e et 18e)
  - Bœufs (chemin des), voie de la commune de Montrouge, au Petit-Montrouge, annexée, renommée « rue des Bœufs », constitue la partie est de la rue du Moulin-Vert depuis 1863 (14e)
  - Bœufs (cour aux), voie de l'ancien 12e arrondissement, actuellement impasse des Bœufs (5e)
  - Bœufs (rue aux), voie de l'ancien 12e arrondissement, actuellement impasse des Bœufs (5e)
- Boileau (rue), ancienne voie du 1er arrondissement, ancienne rue Sainte-Anne-en-la-Cité jusqu'en 1851, renommée rue Mathieu-Molé en 1877, disparue lors de l'extension du palais de justice de Paris
- Bois
  - Bois (avenue du) ou avenue du Bois-de-Boulogne, voie nommée avenue Foch depuis 1929 (16e) (voir aussi avenues de l'Impératrice et du Général-Ulrich)
  - Bois (rue du), voie de la commune de Charonne, annexée, nommée rue Planchat depuis 1875 (20e)
- Bondy (rue de), voie nommée rue René-Boulanger depuis 1944 (10e)
- Bon-Puits (rue du), voie de la commune de La Chapelle, annexée, nommée rue de Torcy depuis 1867[3] (18e)
- Bon-Puits (rue du), supprimée lors du percement de la rue des Écoles et de la rue Monge.
- Bons-Enfants (rue des), voie nommée rue Portefoin depuis le XVIIe siècle (3e)
- Bordet (rue), voie de l'ancien 12e arrondissement renommée rue Descartes en 1809 (actuel 5e arrondissement)
- Bossuet (place), voie nommée place Franz-Liszt depuis 1962 (10e)
- Boucherat (rue), ancienne portion de la rue de Turenne comprise entre les rues Vieille-du-Temple et Charlot
- Boucherie (rue) voie disparue de l'ancien 7e arrondissement
- Bouclerie (rue) voie disparue de l'ancien 7e arrondissement
- Boulogne (rue de), voie nommée rue Barbanègre depuis 1868 (19e)
- Bourbe (rue de la), voie renommée rue de Port-Royal en 1844 et absorbée en 1866 par la création du boulevard de Port-Royal (5e et 14e)
- Bourbon (rue de), voie nommée définitivement rue de Lille depuis 1830 (actuel 7e arrondissement)
- Bourbon-Villeneuve (rue) correspondant à la partie nord de la rue d’Aboukir dans le 2e arrondissement
- Bourg-la-Reine
  - Bourg-la-Reine (chemin du), dès 1672, appartient ensuite au Petit-Montrouge, alors territoire de la commune de Montrouge sous les noms rue de la Tombe-Issoire (section nord) et vieille route d'Orléans (section sud), annexées en 1860 et réunies sous la dénomination rue de la Tombe-Issoire (1868), actuel 14e arrondissement
  - Bourg-la-Reine (grand chemin du), précédemment chemin de Montrouge, anciens noms de l'actuelle avenue du Général-Leclerc, actuel 14e arrondissement
- Bourgeois (rue), voie existante en 1892, disparue (14e)
- Bourguignons (rue des), voie absorbée en 1866 par la création du boulevard de Port-Royal (5e et 13e)
- Bourgogne (rue de), voie absorbée en 1866 par la création du boulevard de Port-Royal (5e et 13e)
- Bourtibourg (rue, rue de), voir rue du Bourg-Tibourg (actuel 4e arrondissement)
- Boussicaut (rue), voie nommée rue Marguerite-Boucicaut depuis 2005 (15e)
- Bout-du-Monde (rue du), voie nommée aujourd'hui rue Léopold-Bellan (2e)
- Bouticles (rue des), voie nommée aujourd'hui rue du Chat-qui-Pêche (5e)
(voir aussi rues du Renard et des Étuves)
- Bouvines (rue de), voie supprimée lors de l'extension de l'hôpital Lariboisière et du prolongement de la rue de Maubeuge en 1855 (actuel 10e arrondissement)
- Bouyauterie ou Bouyauderie (rue de la), voie nommée rue Louis-Blanc depuis 1885 (10e) (voir aussi rue de la Voirie, rue Dubois et rue de la Butte-Chaumont)
- Brantôme (rue), voie disparue lors de l'aménagement du quartier de l'Horloge dans les années 1970 (3e)
Son nom a été repris en 1977 par une nouvelle rue de cet ensemble immobilier (rue Brantôme)
- Brasserie (cul-de-sac de la) voie de l'ancien 2e arrondissement, supprimé en 1866 lors du percement de l'avenue de l'Opéra et de la place du Théâtre-Français.
- Breteuil (rue de), voie disparue et remplacée par le square du Général-Morin (3e)
- Bua (sentier des), voie de la commune de Charonne, annexée, renommée rue des Hauts-Montibœufs, puis divisée en deux sections en 1915 pour former les rues de l'Adjudant-Réau et du Capitaine-Marchal (20e)
- Buffétrille (cité), voie (avant 1869), devenue à cette date « cité d'Alésia », devenue propriété privée, et fermée depuis 1906 voir rue du Commandeur (14e)
- Bullant (rue), voie disparue entre 1955 et 1967 (13e)
- Butte-Chaumont (rue de la), voie nommée rue Louis-Blanc depuis 1885 (10e)
(voir aussi rue de la Voirie, rue Dubois et rue de la Bouyauterie ou Bouyauderie)
- Buttes (rue des), voie nommée rue du Sergent-Bauchat depuis 1894 (12e)

- Haut – A
- B
- C
- D
- E
- F
- G
- H
- I
- J
- K
- L
- M
- N
- O
- P
- Q
- R
- S
- T
- U
- V
- W
- X
- Y
- Z

### C
- Calais
  - Calais (impasse de), voie de la commune de Belleville, renommée impasse Pixérécourt en 1875 (19e)
  - Calais (rue de), voie de la commune de Belleville, annexée, renommée rue Pixérécourt en 1875 (19e)
- Calandre (rue de la), ancienne voie du quartier de la Cité, dans l'actuel 4e arrondissement, disparue lors de la construction de la caserne de la Cité dans les années 1860
- Calonne (rue de), voie absorbée par la rue Berger[réf. nécessaire]
- Capucins (rue des), ancienne voie des actuels 5e et 14e arrondissements, absorbée en 1866 par la création du boulevard de Port-Royal
- Cardo Maximus de Paris du quartier de la Cité
- Cargaisons (rue des), ancienne voie du quartier de la Cité, dans l'actuel 4e arrondissement, disparue lors de la construction de la préfecture de police de Paris dans les années 1860
- Carmes (rue des), voie du 6e arrondissement, nommée rue du Regard depuis 1795
- Carneau (rue du), ancienne voie de l'actuel 5e arrondissement, disparue vers 1792
- Carrières
  - Carrières (chemin des), voie de l'ancienne commune de Belleville (Seine) en 1812, annexée, renommée rue des Carrières-d'Amérique (19e)
  - Carrières (chemin des), voie du 19e arrondissement, renommée rue Sadi-Lecointe en 1955
  - Carrières (impasse des), ancien nom de l'impasse Grimaud (19e)
  - Carrières (impasse, puis rue des), ancien nom de la rue des Plâtrières (20e)
  - Carrières (passage des), voie de l'ancienne commune de Belleville (Seine) en 1812, annexée, renommée passage des Fours-à-Chaux (19e)
  - Carrières (rue des), voir rue Poliveau (5e)
- Carrousel (rue du)
  - Carrousel (rue du), ancienne voie de l'actuel 1er arrondissement, disparue lors de la construction de l'aile du palais du Louvre située entre le pavillon de Marsan et la place du Carrousel dans les années 1810
  - Carrousel (rue du), ancienne voie de l'actuel 1er arrondissement, nommée rue Impériale entre sa création en 1806 et 1815, disparue lors de l'aménagement du palais du Louvre dans les années 1840-1850
- 'Catacombes (rue des), voie des communes de Gentilly, au Petit-Gentilly, et de Montrouge, au Petit-Montrouge, renommée rue Dareau en 1858, annexée ; sa section sud-ouest a pris le nom de rue Rémy-Dumoncel en 1946 (14e)
- Caumartin (rue), nom erroné donné communément à la rue de Caumartin (9e)
- Cavées (rue des), voie des communes de Gentilly, au Petit-Gentilly et de Montrouge, au Petit-Montrouge, renommée rue des Catacombes, annexée sous le nom de rue Dareau, voir aussi rue Rémy-Dumoncel (14e)
- CE/13 (voie), voie du 13e arrondissement, nommée rue Zadkine depuis 1994
- Cerutti
  - Cerutti (boulevard), nom portée pendant la Révolution par le boulevard des Italiens, voie des 2e et 9e arrondissements (voir aussi boulevard Neuf, du Dépôt, de la Chaussée d'Antin, de Gand)
  - Cerutti (rue), voie nommée rue Laffitte depuis 1814 (9e)
- Chamonard (cour), ancienne voie des entrepôts de Bercy.
- Champ / Champs
  - Champ-de-Mars (avenue du), voie nommée avenue Rapp depuis 1864  (7e)
  - Champs-des-Capucins (rue du), voie absorbée en 1866 par la création du boulevard de Port-Royal (5e et 14e)
  - Champs-Élysées (rond-point des), voie nommée rond-point des Champs-Élysées-Marcel-Dassault depuis 1991 (8e)
- Chantre (rue du), supprimée lors de l'ouverture de la rue de Rivoli et des magasins du Louvre
- Chapelle
  - Chapelle (avenue de la), voie de la commune de Montrouge, au Petit-Montrouge ouverte en 1830, annexée, renommée rue d'Alembert en 1864 (14e arrondissement)
  - Chapelle-aux-Orfèvres (rue de la), voie de l'ancien 4e arrondissement, renommée rue des Orfèvres (1er)
  - Chapelle-de-Braque (rue de la), voie renommée rue de Braque (3e)
- Charbonniers (rue des)
  - Charbonniers-Saint-Antoine (rue des), voie du 12e arrondissement, nommée rue Hector-Malot depuis 1912
  - Charbonniers-Saint-Marcel (rue des), voie du 5e arrondissement, nommée rue Berthollet depuis 1864
- Charité / Charités
  - Charité (rue de la), voir rue des Saints-Pères (6e)
  - Charité (rue de la), voie reliant la rue Saint-Laurent à l'angle nord-ouest de l'église du même nom, supprimée lors du percement du boulevard de Strasbourg (10e)
  - Charités-Saint-Denis (rue des), voir rue des Grands-Augustins (6e)
- Charles X
  - Charles-X (place), voie nommée place Franz-Liszt depuis 1822 (actuel 10e arrondissement), (voir aussi place La-Fayette et place Bossuet)
  - Charles-X (quai), voie nommée quai de Jemmapes depuis 1830 (actuel 10e arrondissement
  - Charles-X (rue), voie débaptisée, constitue une partie de la rue La Fayette depuis 1830
- Charlot
  - Charlot (rue), portion d'une voie de la commune de Montrouge, au Petit-Montrouge, annexée, renommée rue Poinsot (14e)
  - Charlot (rue), portion d'une voie de la commune de Montrouge, au Petit-Montrouge, annexée, intégrée dans la rue du Maine (14e)
- Charte (rue de la), voie du 8e arrondissement, nommée rue La Boétie depuis 1879 (voir aussi chemin du Roule, rue d'Angoulême-Saint-Honoré, rue de l'Union, rue Lapeyrouse, rue d'Angoulême, rue de Morny, rue de la Commune, rue Mac-Mahon et rue Pierre-Charron)
- Chartres
  - Chartres (rue de), voie de la commune des Batignolles-Monceau, puis du 17e arrondissement, nommée rue Jacquemont en 1869
  - Chartres (rue de), voie de la commune de La Villette, puis du 19e arrondissement, nommée rue de la Meurthe en 1869
  - Chartres-Saint-Honoré (rue de), ancienne voie de l'actuel 1er arrondissement, disparue lors de l'aménagement du palais du Louvre et du prolongement de la rue de Rivoli dans les années 1840-1850
  - Chartres-du-Roule (rue de), voie des actuels 8e et 17e arrondissements, réunie à la rue de Courcelles en 1854
- Chastiau Festu ou Château Fêtu (rue du), voie de l'actuel 1er arrondissement, incorporée dans la rue Saint-Honoré
- Château
  - Château (avenue du), voie (1845) de la commune de Montrouge, au Petit-Montrouge, renommée « villa Sainte-Alice », annexée, devient « rue Sainte-Alice » en 1877, rue Asseline depuis 1904 (14e)
  - Château (avenue du Petit-), voie de la commune de Bercy, annexée, absorbée par le parc de Bercy vers 1993 (12e)
  - Château-d'Eau (place du), voie nommée place de la République depuis 1879 (3e, 10e et 11e)
  - Château-du-Maine (rue du), voie de la commune de Montrouge, au Petit-Montrouge, annexée, réunie à la « rue du Chemin-de-Fer » (commune de Vaugirard) pour former la rue du Château, la section de Vaugirard a été amputée par le boulevard Pasteur (1940), le pont et la place des Cinq-Martyrs-du-Lycée-Buffon 1958 et 1992) et la place de Catalogne (années 1980) (14e)
  - Château-Lafite (rue du), ancienne voie des entrepôts de Bercy (12e)
  - Château-Rouge (rue du), voie rattachée à la rue de Clignancourt en 1868 (18e)
- Chatelain (rue) renommée Rue Francis-de-Pressensé en 1928 (14e)
- Châtillon
  - Châtillon (impasse de), voie ouverte dans la commune de Montrouge, au Petit-Montrouge anciennement dénommée impasse Marais, annexée, renommée impasse de Châtillon en 1877, puis rue de Châtillon en 1954 (14e)
  - Châtillon (route de), voie issu d'un ancien chemin des environs de Paris nommé « grand chemin de Chevreuse passant dans Châtillon » (avant 1731), formant ensuite la limite entre les communes de Montrouge, au Petit-Montrouge (côté oriental), et de Vanves, puis de Malakoff (côté occidental). La partie nord, annexée par la Ville de Paris en 1860, devient « avenue de Châtillon » avant d'être renommée avenue Jean-Moulin (depuis 1965). La partie sud de cette voie (RD no 29) n'a été annexée qu'en 1925 et est nommé avenue de la Porte-de-Châtillon depuis 1929 (14e)
- Chaume (rue du), voie des actuels 3e et 4e arrondissements, incorporée à la rue des Archives
- Chaussée Saint-Honoré (rue de la) ou simplement chaussée Saint-Honoré, voie des 1er et 8e arrondissements, renommée rue Saint-Honoré
- Chausseterie (rue de la), voie de l'actuel 1er arrondissement, incorporée dans la rue Saint-Honoré
- Chauvelot
  - Chauvelot (boulevard), renommée rue Santos-Dumont en 1933 (15e)
  - Chauvelot (cité), voie de la commune de Montrouge, au Petit-Montrouge, annexée, renommée impasse du Moulin-Vert en 1877 (14e)
  - Chauvelot (rue), voie de la commune de Vaugirard, annexée, renommée passage Perceval, disparue lors du réaménagement de la ZAC Guilleminot-Vercingétorix absorbée par la place Constantin-Brancusi (14e)
  - Chauvelot (villa), voir villa Santos-Dumont (15e)
- Chavetiers (rue à), voie disparue qui serait située dans l'actuel 4e arrondissement.
- Chemin-de-Fer
  - Chemin-de-Fer (rue du), voie de la commune de Vaugirard et du Petit-Montrouge, territoire de la commune de Montrouge, annexée, partie de la rue du Château depuis 1873 (14e)
  - Chemin-de-Fer (rue du), voie de l'ancienne commune de Charonne, aujourd'hui dans le 20e arrondissement, nommée rue des Maraîchers depuis 1869
- Chemin-de-Pantin (rue du), absorbé par la rue Lafayette
- Chemin-Vert (rue du), devenue rue de Penthièvre dans le 8e arrondissement
- Chemins-Verts (rue des), voie de l'ancienne commune de Bercy, dans le 12e arrondissement depuis le rattachement de cette commune à Paris en 1860, réunie à la rue de la Grange-aux-Merciers pour former la rue Nicolaï en 1865
- Chevalier-du-Guet (place du), ancienne place de l'ancien 4e arrondissement, dans l'actuel 1er arrondissement, absorbée par le prolongement de la rue Jean-Lantier
- Chevalier-du-Guet (rue du), voie de l'ancien 4e arrondissement, dans l'actuel 1er arrondissement, absorbée par le prolongement de la rue Jean-Lantier
- Chevet
  - Chevet de la Madeleine (rue du), voir rue de la Licorne
  - Chevet Sainte-Geneviève (rue du), voir rue aux Coulons
  - Chevet-Saint-Landy (rue du), voie du quartier de la Cité, réunie à la rue Saint-Pierre-aux-Bœufs en 1837 pour former la rue d'Arcole de l'actuel 4e arrondissement
- Chevreuse
  - Chevreuse (chemin de), voir avenue Jean-Moulin (14e)
  - Chevreuse passant dans Châtillon (grand chemin de), voie de banlieue commençant, en 1730[4], sur la « grande route d'Orléans » au niveau de l'ancien carrefour de la « croix des Sages », appartient ensuite au Petit-Montrouge, territoire de la commune de Montrouge, classée route départementale no 54 (Seine) en 1813[5], partiellement annexée et renommée « avenue de Châtillon » entre son extrémité septentrionale et l'ancienne porte de Châtillon située sur la route Militaire (boulevard Brune depuis 1864), avant de prendre, en 1965, le nom d'avenue Jean-Moulin (14e)
- Chiens
  - Chiens (cour des), voie de l'ancien 2e arrondissement, appelée « cul-de-sac Coypel » en 1807, passage des Deux-Sœurs depuis environ 1815 (9e)
  - Chiens (rue des), voie de l'ancien 12e arrondissement renommée rue Jean-Hubert en 1806, disparue en 1844 lors de l'agrandissement du collège Sainte-Barbe et la construction de la bibliothèque Sainte-Geneviève (actuel 5e arrondissement)
- Childebert (rue), voie de l'ancien 10e arrondissement  englobée dans le boulevard Saint-Germain (6e)
- Cholets (rue des), voie supprimée le 5 septembre 1845 pour permettre l'agrandissement du collège Sainte-Barbe et du lycée Louis-le-Grand[6] (actuel 5e arrondissement).
- Cimetière
  - Cimetière (allée du), ou « allée du Clos », voie (dès 1823) de la commune d'Auteuil, annexée, actuelle rue Claude-Lorrain (16e)
  - Cimetière (avenue du), ou « du Cimetière de Gentilly » voie de la commune de Gentilly, renommée « rue du Parc », annexée en 1925, nommée avenue Félicien-Rops depuis 1934 (13e)
  - Cimetière (avenue du), ou « du Cimetière-Montmartre » voie (dès 1825) de la commune de Montmartre, annexée en 1863, renommée « avenue du Cimetière-du-Nord », nommée avenue Rachel depuis 1899 (18e)
  - Cimetière (avenue du), voie de la commune de Montrouge, au Petit-Montrouge, annexée, existait entre le « boulevard de Montrouge » (Edgar-Quinet et le cimetière du Montparnasse (14e)
  - Cimetière (chemin du), voie de la commune de Bercy entre les rues des Meuniers et Claude-Decaen (12e)
  - Cimetière (impasse du), voie renommée « impasse d'Oran », rue Pierre-Budin depuis 1912 (18e)
  - Cimetière-Saint-Gervais (rue du), devenue rue François-Miron
- Cinq-Diamants (rue des), voie du quartier des Lombards de l'ancien 6e arrondissement, réunie à la rue Quincampoix en 1851 (4e
- Cité (quai de la), voie de l'ancien quartier de la Cité, nommée quai de la Corse depuis 1929 (4e
- Claude-Vellefaux (rue), voie du 10e arrondissement, nommée avenue Claude-Vellefaux depuis 1933
- Clichy (chemin de), voie des 1er et 8e arrondissements, incorporée dans la rue Saint-Honoré
- Clignancourt (chaussée de), voie de l'ancienne commune de Montmartre, puis du 18e arrondissement, renommée en partie rue Ramey en 1865 et rue de Clignancourt pour la partie restante en 1868
- Cloître-de-la-Raison (rue du) nom Révolutionnaire de la rue du Cloître-Notre-Dame.
- Clos-Ganay (rue du), voie nommée également rue de Lourcine, correspondant aux actuelles rues Édouard-Quénu, Broca et Léon-Maurice-Nordmann (5e et 13e),
- Clos-Reglise (sentier du), voie de l'ancienne commune de Charonne, aujourd'hui dans le 20e arrondissement, nommée rue Mouraud depuis 1877
- Cocatrix (rue) ancienne voie du quartier de la Cité.
- rue Cochin, voie absorbée en 1866 par le boulevard de Port-Royal lors de sa création (5e et 13e)
- Cœur-de-Vé (impasse), voie de la commune de Montrouge, au Petit-Montrouge, annexée, nommée villa Cœur-de-Vey depuis 1908
- Colas (rue), voie en impasse qui débouchait sur le no 50 de la rue Vercingétorix, disparue à la suite de l'aménagement du square du Cardinal-Wyszynski (14e)
- Colombier (rue du), voie intégrée à la rue Jacob en 1836 (actuel 6e arrondissement)
- Colonel
  - Colonel-Lacuée (rue du), voie du 12e arrondissement, nommée rue Lacuée
  - Colonel-Mazas (place du), voie du 12e arrondissement, nommée place Mazas
  - Colonel-Morland (quai du), voie du 4e arrondissement, nommée boulevard Morland
  - Colonel-Renard (rue du), voie du 17e arrondissement, nommée rue des Colonels-Renard depuis 1939
- Combat (place du), voie du 19e arrondissement, nommée place du Colonel-Fabien depuis 1945
- Combault (rue), voie du 6e arrondissement, nommée rue des Quatre-Vents depuis la fin du XVIIe siècle
- Commandeur (avenue du), voie de la commune de Montrouge, au Petit-Montrouge, voir rue du Commandeur 14e)
- Commune (rue de la), voie du 8e arrondissement, nommée rue La Boétie depuis 1879 (voir aussi chemin du Roule, rue d'Angoulême-Saint-Honoré, rue de l'Union, rue Lapeyrouse, rue d'Angoulême, rue de Morny, rue de la Charte, rue Mac-Mahon et rue Pierre-Charron)
- Comte-d'Artois (rue au), voie de l'actuel 1er arrondissement, renommée rue de la Comtesse-d'Artois, réunie à la rue Montorgueil depuis 1830 (voir aussi rue Nicolas-Arrode et rue de la Porte-au-Comte)
- Comtesse-d'Artois (rue de la), voie de l'actuel 1er arrondissement, définitivement réunie à la rue Montorgueil en 1830 (voir aussi rue au Comte-d'Artois, rue Nicolas-Arrode et rue de la Porte-au-Comte)
- Conquêtes (place des), voie du 1er arrondissement, nommée place Vendôme
- Constance
  - Constance (avenue), aboutissait dans la rue Jeanne-d'Arc
  - Constance (impasse), voir impasse Marie-Blanche
- Constantine (rue de)
  - Constantine (avenue de, puis rue de), voie de l'ancien quartier de la Cité, nommée rue de Lutèce depuis 1880 (4e),
  - Constantine (impasse de), voir impasse Guelma
  - Constantine (passerelle), passerelle suspendue (1836-1838), écroulée en 1872, remplacée par le pont de Sully, inauguré en 1877 (5e)
  - Constantine (rue de), voie de l'ancienne commune de Vaugirard, dans l'actuel 14e arrondissement, nommée rue Vercingétorix en 1873[7]
  - Constantine (rue de), voie de l'ancienne commune de La Chapelle, dans l'actuel 18e arrondissement, réunie à la rue Myrha en 1868 (voir aussi rue Frédéric)
  - Constantine (rue de), voie de l'ancienne commune de Belleville, dans l'actuel 20e arrondissement, nommée rue des Maronites en 1867
- Contrat-Social (rue de), voie absorbée par la rue Berger
- Copeaux (rue), voie du 5e arrondissement, nommée rue Lacépède depuis 1853
- Coq (rue du)
  - Coq-Saint-Honoré (rue du), voie de l'actuel 1er arrondissement, nommée rue de Marengo depuis 1854 (voir aussi rue Richebourg)
  - Coq-Saint-Jean (rue du), ancienne voie de l'actuel 4e arrondissement, transformée en petite impasse lors du percement de la rue de Rivoli et disparue avec la construction du Bazar de l'Hôtel de Ville
- Coquenard (rue) devenue rue Lamartine
- Corbières (rue des), ancienne voie des entrepôts de Bercy
- Corbeau (rue au) ou rue o Corbel, ancienne voie du 5e aujourd'hui disparue
- Corbeau (rue), ancienne voie du 10e arrondissement, nommée rue Jacques-Louvel-Tessier depuis 1946
- Cordeliers (rue des), voie de l'actuel 6e arrondissement, nommée rue de l'École-de-Médecine depuis 1796
- Corderie / Corderies
  - Corderie (cul-de-sac de la), ancien nom de la  rue du Nil depuis 1867 (2e)
  - Corderie (cul-de-sac ou impasse de la), renommée impasse du Rouet en 1877 (14e)
  - Corderie (place de la)
  - Corderie (rue de la), voie connue dès 1590, nommée « rue Pierre-Boyer », « rue des Corderies » ou « cour des Miracles » (1603), et « rue Neuve-Saint-Sauveur » (1622-1867), renommée rue du Nil en 1867 (2e)
  - Corderie (rue de la), ancien nom de l'impasse Saint-Denis (2e)
  - Corderie-au-Marais (rue de la), voir « rue de la Corderie-du Temple » (ci-dessous), partie de la rue de Bretagne (3e)
  - Corderie-du-Temple (rue de la), voie de l'ancien quartier du Temple (ou quartier du Marais), indiquée sur un plan de 1530, aussi appelée « rue de la Corderie-au-Marais » ou « rue Cordière », ouverte au pied du mur sud de l'enclos du Temple (ancien lotissement de la Ville-Neuve du Temple, devient par fusion partie de la rue de Bretagne en 1851 (3e)
  - Corderie-Saint-Honoré (cul-de-sac ou impasse de la), ancien nom de l'impasse Gomboust et de la rue Gomboust  (1er)
  - Corderies (rue des), ancien nom de la rue du Nil (2e)
  - Corderies (rue des), voie connue dès le début du XVIIe siècle, d'abord nommée « rue du Rempart » ou  « des Remparts », puis « rue des Corderies » ou  « des Cordiers », porte le nom de « rue Sainte-Foy » depuis 1644, actuel 2e arrondissement
- Cordière / Cordiers
  - Cordière (cul-de-sac de la), voir rue Réaumur[8], (?)
  - Cordière (rue), voir « rue de la Corderie-au-Marais » (ci-dessus), partie de la rue de Bretagne (3e)
  - Cordiers (rue des), ancien nom (XVIe siècle) de l'impasse Saint-Denis (2e)
  - Cordiers (rue aux), aussi « impasse de Rome », voir Cour de Rome (3e) à ne pas confondre avec la « cour de Rome » située dans le 8e arrondissement
  - Cordiers (rue des), voir impasse Saint-Denis (2e)
  - Cordiers (rue des) ou « rue des Corderies », rue Sainte-Foy depuis 1644, (actuel 2e arrondissement)
  - Cordiers (rue des), ancien nom (1595) de la rue Servandoni (6e)
- Corroierie (rue de la), voie supprimée dans le cadre la résorption de l'îlot insalubre no 1 en 1936 (4e)
- Coucous (rue des), ancienne voie de la commune de Saint-Mandé, rattachée à la voirie parisienne (12e) en 1863, renommée rue du Colonel-Oudot en 1885
- Couesnon (rue), voie de la commune de Montrouge, au Petit-Montrouge, annexée, renommée rue Édouard-Jacques en 1900 (14e)
- Coulons (rue aux), voie de l'ancien quartier de la Cité, disparue à une date inconnue (actuel 4e arrondissement)
- Cour-des-Miracles (rue de la), voie renommée rue Neuve-Saint-Sauveur, puis rue du Nil à partir de 1867 (2e), voir aussi rue de la Corderie et rue Pierre-Boyer)
- Courbaton (impasse), voie de l'ancien 4e arrondissement, voir rue de l'Arbre-Sec (1er)
- Courtille (rue de la), ancien nom de la rue de l'Égout supprimée en 1868 lors du prolongement de la rue de Rennes (6e), voir aussi rue Forestier et rue aux Vaches)
- Cour Crépier, voie des entrepôts de Bercy, actuel 12e arrondissement
- Croix
  - Croix (rue de la) partie de la rue Volta dans le 3e arrondissement
  - Croix-Blanche (rue de la), voie réunie à la rue du Roi-de-Sicile en 1868 (4e)
  - Croix-de-Clamart (carrefour de la), voir Place de l'Émir-Abdelkader (5e)
  - Croix-des-Sages (carrefour de la), voie de la commune de Montrouge, au Petit-Montrouge, connue sous ce nom dès 1731, renommée « place du Puits-Rouge », puis « carrefour des Quatre-Chemins » (vers 1854), annexée, renommée « place Victor-Basch » en 1944, place Victor-et-Hélène-Basch depuis 1992 (14e)
  - Croix-du-Gord (chemin de la), aussi « du Gors », ou « du Gars », voie délimitant les communes de Montrouge, au Petit-Montrouge, et de Vanves, au Petit-Vanves, voir rue des Plantes (14e)
  - Croix-du-Trahoir ou « rue de la Croix du Tiroir », incorporée à la rue Saint-Honoré (1er)
  - Croix-Neuve (rue de la) voie disparue du quartier Saint-Eustache
- Petit-Crucifix ou Crucifix-Saint-Jacques-de-la-Boucherie (rue du), ancienne voie de l'actuel 4e arrondissement, disparue lors de la création de l'actuelle avenue Victoria et du square de la tour Saint-Jacques dans les années 1850
- Culture-Sainte-Catherine (rue de la), également orthographiée Couture-Sainte-Catherine, voie du 4e arrondissement, nommée rue de Sévigné depuis 1867.
- Cygnes (rue des), partie de la rue Jean-Nicot Paris 7e

- Haut – A
- B
- C
- D
- E
- F
- G
- H
- I
- J
- K
- L
- M
- N
- O
- P
- Q
- R
- S
- T
- U
- V
- W
- X
- Y
- Z

### D
- Dagouri (ruelle), voie du 10e arrondissement, nommée rue Alibert depuis 1840
- Daguerre
  - Daguerre (passage), voie de la commune de Montrouge, au Petit-Montrouge, renommée « passage Gourdon », annexée, nommée villa Saint-Jacques depuis 1909 (14e)
  - Daguerre (villa), voie privée supprimée en 1889, qui reliait le 39 rue du Champ d'Asile (actuelle rue Froidevaux) au 54 rue Daguerre (14e)
N.B.: « villa Daguerre » est la dénomination proposée, vers 1996, pour désigner l'arrière-cour végétalisée et encadrée de pavillons en fond de parcelle du 16 avenue du Général-Leclerc (14e)
- Daumesnil (impasse), voie du 12e arrondissement, présente en 1904, disparue depuis.
- Daumesnil (place), voie du 12e arrondissement, nommée place Félix-Éboué depuis 1946
- Davignon (rue), voie de l'ancien 6e arrondissement disparue lors du percement du boulevard de Sébastopol (voir rue d'Avignon)
- Debilly (quai), voie du 16e arrondissement, renommée avenue de Tokio en 1918 et avenue de New-York depuis 1945
- Decumanus de Lutèce, qui correspondrait à l'actuelle rue Soufflot
- Delorme (passage où galerie) disparu lors de l'ouverture de la rue de Rivoli
- Demi-Saint (rue du), voie de l'actuel 1er arrondissement, disparue lors de l'agrandissement de la place du Louvre dans les années 1850
- Denfert-Rochereau (rue), voie des 5e et 14e arrondissements, scindée en 1946 en deux rues, avenue Denfert-Rochereau et rue Henri-Barbusse (voir rue d'Enfer)
- Départementales (routes)
  - Départementale no 1 (route) devenue rue Gudin et place Léon-Deubel dans le 16e arrondissement
  - Départementale no 2 (route) devenue rue de Passy, boulevard Delessert et rue Beethoven dans le 16e arrondissement
  - Départementale no 2 (route) devenue avenue de la Porte-de-Saint-Cloud dans le 16e arrondissement
  - Départementale no 2 bis (route) devenue avenue de la Porte-Molitor dans le 16e arrondissement
  - Départementale no 3 (route) devenue boulevard Malesherbes dans les 8e et 17e arrondissements
  - Départementale no 3 (route) devenue avenue de la Porte-d'Auteuil dans le 16e arrondissement
  - Départementale no 4 (route) absorbée par l'avenue Foch dans le 16e arrondissement
  - Départementale no 6 (route) devenue avenue de Wagram dans les 8e et 17e arrondissements
  - Départementale no 7 (route) devenue avenue de la Porte-de-Champerret dans le 17e arrondissement
  - Départementale no 8 (route) devenue avenue de la Porte-d'Asnières dans le 17e arrondissement
  - Départementale no 9 (route) devenue avenue Raymond-Poincaré et avenue de Malakoff dans le 16e arrondissement
  - Départementale no 10 (route) devenue boulevard du Bois-le-Prêtre dans le 17e arrondissement
  - Départementale no 10 (route) devenue rues d'Alésia, de Vouillé, de l'Abbé-Groult, des Entrepreneurs, de l'Ingénieur-Robert-Keller, pont de Grenelle, rue Maurice-Bourdet, place Clément-Ader, rues de Boulainvilliers, de la Pompe et Duret dans les 14e, 15e et 16e arrondissements
  - Départementale no 11 (route), également appelée route de la Révolte, devenue boulevard Gouvion-Saint-Cyr dans le 17e arrondissement
  - Départementale no 11 (route) devenue avenue de la Porte-de-Saint-Cloud dans le 16e arrondissement
  - Départementale no 12 (route) devenue avenue des Ternes dans le 17e arrondissement
  - Départementale no 13 (route) devenue avenue de la Porte-d'Aubervilliers dans les 18e et 19e arrondissements
  - Départementale no 13 (route) devenue avenues de Clichy et de Saint-Ouen dans les 17e et 18e arrondissements
  - Départementale no 14 (route) devenue avenue de Clichy dans les 17e et 18e arrondissements
  - Départementale no 15 (route) devenue avenue de Villiers dans le 17e arrondissement
  - Départementale no 17 (route) devenue avenue de la Porte-de-Clichy dans le 17e arrondissement
  - Départementale no 17 (route) devenue avenue de la Porte-des-Lilas dans les 19e et 20e arrondissements
  - Départementale no 18 (route) devenue avenue de la Porte-de-Bagnolet dans le 20e arrondissement
  - Départementale no 19 (route) devenue avenue de la Porte-de-Montreuil dans le 20e arrondissement
  - Départementale no 22 (route) devenue quai de la Gare dans le 13e arrondissement
  - Départementale no 22 (route) devenue rue de Crimée dans le 19e arrondissement
  - Départementale no 23 (route) devenue quai de Bercy dans le 12e arrondissement
  - Départementale no 23 (route) devenue rues de Bagnolet et Saint-Blaise dans le 20e arrondissement
  - Départementale no 24 (route) devenue avenue de la Porte-de-Vitry dans le 13e arrondissement
  - Départementale no 25 (route) devenue rue de Meaux dans le 19e arrondissement
  - Départementale no 25 (route) devenue avenue de la Porte-de-Choisy dans le 13e arrondissement
  - Départementale no 26 (route) devenue rue de Belleville dans les 19e et 20e arrondissements
  - Départementale no 27 (route) devenue rue de Ménilmontant dans le 20e arrondissement
  - Départementale no 27 (route) devenue rue de la Poterne-des-Peupliers dans le 13e arrondissement
  - Départementale no 28 (route) devenue rue de la Légion-Étrangère dans le 14e arrondissement
  - Départementale no 29 (route) devenue rues Gros, Jean-de-La-Fontaine et d'Auteuil dans le 16e arrondissement
  - Départementale no 30 (route) devenue avenue de Paris dans le 14e arrondissement
  - Départementale no 33 (route) devenue rues de Tocqueville et de Lévis dans le 17e arrondissement
  - Départementale no 35 (route) devenue rues de Clignancourt et Ramey dans le 18e arrondissement
  - Départementale no 36 (route) devenue rues Ordener, Marcadet et Guy-Môquet dans les 17e et 18e arrondissements
  - Départementale no 40 (route) devenue rues Pelleport et Haxo dans les 19e et 20e arrondissements
  - Départementale no 41 (route) devenue rue d'Avron dans le 20e arrondissement
  - Départementale no 47 (route) devenue rue Nicolaï dans le 12e arrondissement
  - Départementale no 48 (route) devenue rue de Bercy dans le 12e arrondissement
  - Départementale no 51 (route) devenue avenue de Choisy dans le 13e arrondissement
  - Départementale no 52 (route) devenue avenue d'Ivry dans le 13e arrondissement
  - Départementale no 54 (route) devenue avenue Jean-Moulin dans le 14e arrondissement
  - Départementale no 55 (route) devenue avenue du Maine dans les 14e et 15e arrondissements
  - Départementale no 60 (route) devenue rue Cambronne dans le 15e arrondissement
  - Départementale no 61 (route) devenue rue Lecourbe dans le 15e arrondissement
  - Départementale no 64 (route) devenue avenue Victor-Hugo dans le 16e arrondissement
  - Départementale no 75 (route) devenue quai de la Seine dans le 19e arrondissement
  - Départementale no 76 (route) devenue quai de la Loire dans le 19e arrondissement
- Deux-Hermites (rue des), ancienne rue du quartier de la Cité, définitivement supprimée lors de la reconstruction de l'Hôtel-Dieu
- Deux-Portes (rue des)
  - Deux-Portes-Saint-André (rue des), voie de l'actuel 6e arrondissement, supprimée lors de la création du boulevard Saint-Germain et du boulevard Saint-Michel
  - Deux-Portes-Saint-Jean (rue des), voie de l'actuel 4e arrondissement, réunie à la rue des Archives en 1890 (voir aussi rue Entre-Deux-Portes et rue de la Galiace)
  - Deux-Portes-Saint-Sauveur (rue des), voie du 2e arrondissement, dénommée rue Dussoubs depuis 1881
- Dives (sentier des), voie de l'ancienne commune de Charonne, aujourd'hui dans le 20e arrondissement, partagée entre la rue Ramus et le passage Stendhal en 1877
- Dix-Décembre (rue), voie du 2e arrondissement, nommée rue du Quatre-Septembre depuis 1870
- Doudeauville (passage), voie du 18e arrondissement, dont une partie a été renommée passage de la Goutte-d'Or (rue Francis-Carco depuis 1971) et l'autre partie rue Émile-Duployé en 1931
- Doyenné (rue du), ancienne voie du 1er arrondissement, quartier des Tuileries, commençait impasse du Doyenné et se terminait rue du Carrousel. C'était l'ancien cul-de-sac Saint-Thomas
- Doyenné (impasse du), ancienne voie du 1er arrondissement, elle avait été percée sur la maison du Doyen de l'église Saint-Thomas-du-Louvre
- Dragon (cour du), voie supprimée dans les années 1930 (6e)
- Draperie (rue de), voie du quartier de la Cité, disparue dans les années 1830-1840 lors du percement de la rue de Constantine, nommée rue de Lutèce depuis 1880 (4e)
- Dubois (rue), voie nommée rue Louis-Blanc depuis 1885 (10e)
(voir aussi rue de la Voirie, rue de la Butte-Chaumont et rue de la Bouyauterie ou Bouyauderie)
- Dunkerque (rue de), voie nommée rue Dampierre depuis 1868 (19e

- Haut – A
- B
- C
- D
- E
- F
- G
- H
- I
- J
- K
- L
- M
- N
- O
- P
- Q
- R
- S
- T
- U
- V
- W
- X
- Y
- Z

### E
- Èbre (rue de l'), ancienne voie de la commune de Gentilly, dans l'actuel 13e arrondissement, disparue dans les années 1960, elle devient  impasse puis est supprimée  en 1968 avec la destruction de la chapelle, le dernier bâtiment restant  . (voir aussi petite rue Sainte-Anne)
- EC/13 (voie), voie du 13e arrondissement, nommée rue Primo-Levi depuis 2003
- Écharpe (rue de l'), ancienne portion de la rue des Francs-Bourgeois comprise entre la rue de Turenne et la place des Vosges
- École (quai de l'), voie du 1er arrondissement, nommée quai du Louvre depuis 1868
- Écrivains (rue des), ancienne voie de l'ancien 6e arrondissement disparue lors du percement de la rue de Rivoli
- Écuries-d'Artois (rue des), voie du 8e arrondissement, nommée rue d'Artois depuis 1897 (voir aussi rues Neuve-de-Poitiers et de la Réforme)
- ED/13 (voie), voie du 13e arrondissement, nommée rue René-Goscinny depuis 2001
- EE/19 (voie), voie du 19e arrondissement, nommée cours du Septième-Art depuis 1999
- Église (place de l')
  - voie de l'ancienne commune de Bercy, rattachée au 12e arrondissement, renommée place de la Nativité en 1867, puis place Lachambeaudie depuis 1905
  - voie de l'ancienne commune de La Villette, rattachée au 19e arrondissement, renommée place du Parvis, puis place de Bitche depuis 1881
- Égout
  - Égout (rue de l'), ou Égout-Saint-Germain (rue de l'), ancienne voie du 6e arrondissement, supprimée en 1868 lors du prolongement de la rue de Rennes (voir aussi rue aux Vaches, rue Forestier, rue de la Courtille)
  - Égout-Sainte-Catherine (rue de l'), ou Égout-Saint-Paul (rue de l'), ancien nom de la rue du Val-Sainte-Catherine, voie absorbée par la rue de Turenne en 1865 (4e
  - Égout (passage de l'), renommé passage de la Longue-Allée, supprimé lors du percement du boulevard de Sébastopol (2e)
- Émile-Rostan (rue), voie du 13e arrondissement, disparue dans les années 1960-1970 (voir aussi passage d'Ivry)
- Empereur
  - Empereur (avenue de l'), ancien nom de l'avenue du Trocadéro, voie du 8e et 16e arrondissements, correspondant aux avenues Henri-Martin, Président-Wilson et Georges-Mandel
  - Empereur (Passage de l'), voie de l'ancien 4e arrondissement de Paris, disparue lors du percement de la rue de Rivoli
- Enfants-Rouges (rue des), voie du 3e arrondissement, incorporée à la rue des Archives en 1874
- Enfer
  - Enfer (boulevard d'), voie des anciens 11e et 12e arrondissements, bordée en grande partie par le mur des Fermiers-généraux ; partie méridionale du boulevard Raspail depuis 1887 (14e).
  - Enfer (chemin de ronde d') ou « chemin de ronde du poste d'observation de la barrière d'Enfer », voie intra-muros du mur des Fermiers généraux dans l'ancien 11e arrondissement, entre le « boulevard d'Enfer » (boulevard Raspail) et la barrière du Montparnasse (rue du Montparnasse), parallèle au « boulevard de Montrouge » extra-muros auquel il est réuni en 1864 puis renommé. Section est du boulevard Edgar-Quinet depuis 1879 (14e)
  - Enfer (place d') ou « place de la barrière d'Enfer », voie de l'ancien 12e arrondissement, nommée place Denfert-Rochereau depuis 1879 (14e)
  - Enfer (rue d', voie de l'ancien quartier de la Cité, nommée « rue Basse des Ursins », puis rue des Ursins depuis 1881 (4e)
  - Enfer (rue d'), voie renommée rue Bleue depuis 1789[9] (actuel 9e arrondissement)
  - Enfer (rue d'), voie en partie rattachée au boulevard Saint-Michel et dont la partie subsistante, renommée rue Denfert-Rochereau en 1878, a été scindée en 1946 en deux rues : rue Henri-Barbusse (5e) et avenue Denfert-Rochereau (14e)
- Rue de l'Éperon, ancien nom de la rue du Débarcadère
- Erfurth (rue d'), voie de l'ancien 10e arrondissement englobée dans le boulevard Saint-Germain (6e)
- Est
  - Est (cité de l'), voie renommée cité du Levant, supprimée en 1930, était située 11, boulevard de la Chapelle (10e)
  - Est (impasse de l'), voie dite aussi « rue Delesse », partie de la rue de l'Équerre depuis 1877 (19e)
  - Est (passage de l'), voie de la commune de Belleville, annexée, renommée rue de l'Est en 1882 (20e)
  - Est (passage de l'), voie de la commune de Belleville, annexée, partiellement intégrée à la villa de l'Ermitage (20e)
  - Est (rue de l'), voie de l'ancien 12e arrondissement, disparue lors du percement du boulevard Saint-Michel (5e et 6e)
  - Est (rue de l'), voie renommée rue Cherbuliez en 1930, située entre la « rue de Dreux » et la « rue de Sablonville », toutes supprimées par l'aménagement du boulevard Périphérique en 1971 (17e)
  - Est (rue de l'), voie de la commune de La Chapelle, annexée, partie de la rue Cugnot depuis 1864 (18e)
- Estable-Du-Cloistre (rue de l'), ancienne voie disparue de l'ancien 7e arrondissement, renommée rue Taillepain et absorbée par la rue Brisemiche
- Étienne-Marcel prolongée (rue), voie du 3e arrondissement, nommée rue Roger-Verlomme depuis 1954
- Étoile
  - Étoile (boulevard de l'), voie des communes de Batignolles et de Neuilly et de l'ancien 1er arrondissement), annexés, partie de l'avenue de Wagram depuis 1864 (8e et 17e)
  - Étoile (chemin de ronde de l'), voie de l'ancien 1er arrondissement, supprimée, une partie de son emplacement est occupée par les immeubles pairs de la rue Dumont-d'Urville (16e)
  - Étoile (cité de l'), voie de la commune de Neuilly, annexée, supprimée lors de l'aménagement de l'avenue Carnot (17e)
  - Étoile (place de l'), voie nommée place Charles-de-Gaulle depuis 1970 (8e, 16e, 17e),
  - Étoile (rue de l') absorbée par la rue du Fauconnier en 1868 (4e)
- Étuves (rue ou ruelle des), voie du 5e arrondissement, renommée rue du Chat-qui-Pêche (voir aussi rues du Renard et des Bouticles)

- Haut – A
- B
- C
- D
- E
- F
- G
- H
- I
- J
- K
- L
- M
- N
- O
- P
- Q
- R
- S
- T
- U
- V
- W
- X
- Y
- Z

### F
- F/1 (voie), voie du 1er arrondissement, nommée passage Antoine-Carême depuis 1985
- Faubourg
  - Faubourg-du-Roule (rue du), voie nommée rue du Faubourg-Saint-Honoré depuis 1847 (actuel 8e arrondissement)
  - Faubourg Saint-Honoré (grande rue du), aujourd'hui section de la rue Saint-Honoré (1er et 8e)
  - Faubourg Saint-Laurent (rue du), aujourd'hui section de la rue du Faubourg-Saint-Martin
  - Faubourg Saint-Lazare (rue du), aujourd'hui section de la rue du Faubourg-Saint-Denis
- Femme-sans-Tête (rue de la), voie réunie à la rue Le Regrattier en 1868 (4e)
- Fénelon (place), (4e) place créée en 1804 disparue vers 1837 lors de l'agrandissement de l'actuel Square Jean XXIII qui était située devant le chevet de Notre-Dame
- Ferdinand (rue), voie renommée rue Morand en 1864 (11e)
- Ferdinand-Berthoud (rue), voie disparue de l'ancien 6e arrondissement (actuel 3e arrondissement)
- Fèves (rue aux), quartier de la Cité, qui a disparu lors de la reconstruction du bâtiment de la préfecture de police de Paris.
- Fidélité :
  - Fidélité (place de), voie absorbée par le boulevard de Strasbourg et le boulevard de Magenta dans les années 1850 (actuel 10e arrondissement)
  - Fidélité (rue-neuve de la), voie absorbée par le boulevard de Strasbourg dans les années 1850 (actuel 10e arrondissement)
- Fleurs (impasse des), rasée ainsi qu'une partie du passage Saint-Ange, approximativement vers 1988-1994
- Fleury (impasse), voie réunie avec l'impasse du Progrès pour former la rue du Groupe-Manouchian (20e)
- Foin-Saint-Jacques (rue du), voie réunie à la rue des Noyers en 1851 et supprimée lors de la création du boulevard Saint-Germain en 1855 (à l'emplacement du jardin du musée de Cluny, actuel 6e arrondissement)
- Foire (rue de la), voie nommée rue des Quatre-Vents depuis la fin du XVIIe siècle (actuel 6e arrondissement)
- Fontarabie
  - Fontarabie (chemin de ronde de), voie de l'ancien 8e arrondissement, incorporée en 1864 au boulevard de Ménilmontant et au boulevard de Charonne
  - Fontarabie (boulevard de), voie de la commune de Charonne, annexée, incorporée en 1864 au boulevard de Ménilmontant et au boulevard de Charonne
- Fontenelle (rue de la), voie de la commune de Montmartre, annexée, renommée rue De-la-Barre en 1885, puis rue du Chevalier-de-La-Barre en 1907 (18e) (voir aussi rue des Rosiers)
- Forestier (rue), ancien nom de la rue de l'Égout, supprimée en 1868 lors du prolongement de la rue de Rennes (6e) (voir aussi rue de la Courtille et aux Vaches)
- Fossés
  - Fossés-Saint-Germain-l'Auxerrois (rue des), voie en partie disparue lors du percement de la rue de Rivoli et nommée rue Perrault depuis 1867 (1er)
  - Fossés-Saint-Martin (rue des)
    - ancien nom de la rue René-Boulanger depuis 1944 (10e)
    - voie disparue qui reliait l'actuelle rue Philippe-de-Girard et la rue du Faubourg-Saint-Denis (10e)
- Four (rue du) :
  - Four-Basset (rue du), voie de l'ancien quartier de la Cité disparue en 1730 (actuel 4e)
  - Four-Saint-Germain (rue du), voie issue du vieux chemin d'Issy et de Sèvres, nommée rue du Four dès 1636 (actuel 6e arrondissement)
  - Four-Saint-Honoré (rue du), voie nommée rue Vauvilliers depuis 1864 (1er)
  - Four-Saint-Jacques (rue du), voie renommée rue de Lanneau en 1877 et disparue lors de l'agrandissement du collège Sainte-Barbe au début des années 1880 (5e)
  - Four Saint-Martin-des-Champs (ruelle du), ancienne rue du quartier des Halles
- Fournaux
  - Fourneaux (boulevard des), voie délimitant l'ancien 11e arrondissement et la commune de Vaugirard, voir boulevard Pasteur (15e)
  - Fourneaux (chemin des), voie connue dès 1516 figurant sur le plan Roussel (1730) à l'état de chemin, puis voie de la commune de Vaugirard, annexée, actuelles rues Falguière et Castagnary (15e)
  - Fourneaux (chemin de ronde des), voir boulevard Pasteur (15e)
  - Fourneaux (cité des), voie renommée cité Falguière en 1993 (15e)
initialement voie privée créé vers 1861 sous le nom d'« impasse Frémin »
  - Fourneaux (passage des), voie de la commune de Vaugirard, annexée, renommée passage Falguière en 1905, située entre le 127, rue Falguière et le 79, rue de la Procession, disparue après 1963 (15e)
  - Fourneaux (rond-point des), voie de la commune de Vaugirard, annexée, renommée place Falguière en 1904 (15e).
  - Fourneaux (rue des), partie de l'ancien chemin des Fourneaux (voir ci-dessus), puis de la commune de Vaugirard, annexée, nommée rue Falguière depuis 1900 (15e).
- Fourreurs (rue des), voie de l'ancien 4e arrondissement, absorbée par la rue des Halles ouverte en 1854 (actuel 1er arrondissement)
- France (place de), projet de voie non réalisée qui se trouverait dans l'actuel 3e arrondissement
- Franchise (rue de la), ancien nom de la rue de Lourcine correspondant aux actuelles rues Édouard-Quénu, Broca et Léon-Maurice-Nordmann (5e et 13e)
- Fraternité (place de la), voie nommée place du Carrousel avant et après la Révolution (actuel 1er arrondissement)
- Frédéric (rue), voie de la commune de Montmartre, renommée avant 1859 rue Myrha  (18e)
- Frémin (impasse), voie (vers 1861) renommée « cité des Fourneaux », puis cité Falguière en 1993 (15e)
- Frépillon (rue) partie de la rue Volta (3e)
- Frileuse (rue), voie disparue qui reliait le quai de la Grève à la rue de la Mortellerie, supprimée en 1841
- Froidmanteau (rue), voie renommée rue du Musée en 1839 et supprimée lors du prolongement de la rue de Rivoli et l’achèvement du palais du Louvre dans les années 1850 (actuel 1er arrondissement)
- Fromagerie (rue de la), voie supprimée  lors de la construction des Halles centrales de Paris
- Fuseaux (rue des), ancienne voie de l'ancien 4e arrondissement (actuel 1er arrondissement), incorporée au XIXe siècle à la place Bertin-Poirée, puis à la rue Bertin-Poirée

- Haut – A
- B
- C
- D
- E
- F
- G
- H
- I
- J
- K
- L
- M
- N
- O
- P
- Q
- R
- S
- T
- U
- V
- W
- X
- Y
- Z

### G
- Gaîté (chemin de la), voie connue dès 1730 à l'état de chemin de « banlieue » sans nom, partagée en 1790 entre le Petit-Montrouge, territoire de la commune de Montrouge et la commune de Vaugirard, traversée par la ligne de chemin de fer Paris-Versailles (rive gauche) ouverte en 1840, annexée, correspond du nord-est au sud-ouest aux actuelles rues de la Gaîté et Vandamme dans le 14e arrondissement et à la rue du Cotentin dans le 15e arrondissement ; une partie de la rue Vandamme située entre l'avenue du Maine et la rue du Château (place de Catalogne) a disparu.
- Gand (boulevard de), nom portée de 1815 à 1828 par le boulevard des Italiens, voie des 2e et 9e arrondissements (voir aussi boulevard Neuf, du Dépôt, de la Chaussée d'Antin, Cerutti)
- Gare (boulevard de la), voie nommée boulevard Vincent-Auriol depuis 1976 (13e),
- Général-Michel-Bizot (rue du), voie du 12e arrondissement, nommée avenue du Général-Michel-Bizot depuis 1916 (voir aussi rue de la Voûte-du-Cours et rue Michel-Bizot)
- Général-Uhrich (avenue du), voie du 16e arrondissement, renommée Avenue du Bois-de-Boulogne en 1875, puis avenue Foch en 1929 (voir aussi avenue de l'Impératrice)
- Gentilly
  - Gentilly (rue de), voie ainsi nommée de 1927 à 1970 de laquelle est détachée une partie en 1970 pour former la rue Charles-Moureu, l'autre partie est renommée rue Albert-Bayet en 1970 (13e)
  - Gentilly (rue de), voie de la commune de Montrouge, au Petit-Montrouge, nommée rue de l'Aude depuis 1877 (14e)
  - Gentilly-Saint-Marcel (rue de), voie (1829-1899) de l'ancien 12e arrondissement, renommée Rue Abel-Hovelacque en 1899 (13e)
- Géorama (rue du), voie de la commune de Montrouge, au Petit-Montrouge, annexée, partie de la rue Mouton-Duvernet (1880), dont elle est détachée pour prendre le nom de rue Maurice-Ripoche en 1946 (14e)
- Gervais-Laurent (rue), ancienne voie du quartier de la Cité, dans l'actuel 4e arrondissement, disparue lors de la reconstruction du marché aux fleurs dans les années 1860
- Girard-Bocquet (rue) absorbée par la rue Beautreillis.
- Glatigny (rue de), ancienne voie du quartier de la Cité, dans l'actuelle 4e arrondissement, disparue lors de la reconstruction de l'Hôtel-Dieu de Paris
- Godot-de-Mauroy (cité ou Cité Montaigne, voie  absorbée par la rue du Boccador en 1881 (8e.
- Gourdon (passage), voie de la commune de Montrouge, au Petit-Montrouge, nommée initialement « passage Daguerre », annexée, nommée villa Saint-Jacques depuis 1909 (14e)
- Goutte / Gouttes
  - Goutte (chemin de la), voie qui reliait la rue de la Villette à la rue Compans (19e)
  - Goutte-d'Or (passage de la), voie ayant fait partie de l'ancien passage Doudeauville, renommée rue Francis-Carco en 1971 (18e)
  - Goutte-d'Or (rue-Neuve-de-la), voie de l'ancienne commune de La Chapelle, annexée, renommée rue des Islettes en 1877 (18e)
  - Gouttes-d'Or (sentier des), voie de l'ancienne commune de Charonne, annexée, supprimée pour permettre l'agrandissement de la gare de Charonne-Marchandises (20e)
  - Gouttes d'Or (ruelle des), voie de l'ancienne commune de Charonne, annexée, nommée rue Philidor depuis 1875 (20e)
- Gozlin (place), voie nommée place Sainte-Marguerite-Saint-Germain, jusqu'en 1864 et supprimée en 1866 pour permettre le percement du boulevard Saint-Germain (6e)
- Grand
  - Grand-Chantier (rue du), voie incorporée à la rue des Archives en 1874 (3e)
  - Grand-Gentilly (rue du), actuelle rue Brillat-Savarin (13e)
  - Grand-Hurleur (rue du), voie supprimée lors du percement de la rue de Turbigo (3e)
  - Grand-Montrouge (avenue du), voie de la commune de Montrouge, reliant le Petit-Montrouge et la Grande-Rue du « Grand-Montrouge », progressivement scindée en trois parties qui sont actuellement nommées à Montrouge : avenue de la République ; à Paris (dans l'ancienne zone militaire annexée en 1925) : avenue de la Porte-de-Montrouge depuis 1926, et (dans l'ancien Petit-Montrouge annexé dès 1860) : rue Friant depuis 1864 (14e)
- Grange
  - Grange (cité), voie privée formant un passage rectiligne à ciel ouvert, en cul-de-sac, ouverte avant 1868 entre les actuels nos 78 et 81 de la rue du Faubourg-Saint-Martin, partiellement absorbée par la rue Hittorf (1890-1893), l'autre partie ayant reçu le nom de cité Hittorf (10e)
  - Grange-aux-Merciers (rue de la), voie de la commune de Bercy, annexée à Paris en 1860, réunie à la rue des Chemins-Verts pour former la rue Nicolaï en 1865 (12e)
  - Grange-Batelière (cul-de-sac de la), voir rue Rossini (9e)
- Grant-Bouclerie (rue de la), partie de la rue de la Harpe Paris 5e
- Grenelle-Saint-Honoré (rue de), voie (XIIIe siècle) de l'ancien 4e arrondissement, rattachée à la rue Jean-Jacques-Rousseau en 1868 (1er)
- Grève (place de), voie renommée place de l'Hôtel-de-Ville en 1803, place de l'Hôtel-de-Ville - Esplanade de la Libération depuis 2003 (4e)
- Guillaume-Josse (rue), voie de l'ancien 6e arrondissement, auparavant rue du Vin le Roy, devenue ensuite la rue des Trois-Maures, reliait la rue de la Reynie à la rue de Lombards, disparue lors du percement du boulevard de Sébastopol en 1854

- Haut – A
- B
- C
- D
- E
- F
- G
- H
- I
- J
- K
- L
- M
- N
- O
- P
- Q
- R
- S
- T
- U
- V
- W
- X
- Y
- Z

### H
- Halle (voie de la), voie du 6e arrondissement, nommée rue des Quatre-Vents depuis la fin du XVIIe siècle
- Hambourg (rue de), voie du 8e arrondissement dont une partie a pris le nom de rue de Naples en 1864 après que la rue a été coupée en deux lors de la construction du faisceau ferroviaire de la gare de Paris-Saint-Lazare ; la partie subsistante à l'est de la gare prend le nom de rue de Bucarest en 1922
- Harlay :
  - Harlay (cour), place de l'ancien 11e arrondissement, quartier de la Cité, aujourd'hui dans le 1er arrondissement, disparue lors de l'extension du palais de justice de Paris
  - Harlay-au-Marais (rue), voie du 3e arrondissement, renommée rue Diderot, puis rue des Arquebusiers depuis 1879
  - Harlay-au-Palais (rue), voie du 1er arrondissement, ancien quartier de la Cité, renommée rue de Harlay
- Hasard (rue du), voie du 1er arrondissement, réunie à la rue Thérèse en 1880
- Haudriettes (rue des), voie absorbée lors de l'agrandissement et la reconstruction de l'hôtel de ville de Paris
- Haut-Moulin :
  - Haut-Moulin-du-Temple (rue du), voie de l'ancien 6e arrondissement, située entre la rue du Faubourg-du-Temple et la rue Delatour (actuemment rue Rampon), réunie à la rue de Malte en 1851
  - Haut-Moulin-en-la-Cité (rue du), ancienne voie du quartier de la Cité (actuellement 4e arrondissement), disparue dans les années 1860 lors de la reconstruction de l'Hôtel-Dieu de Paris
- Hautefort (impasse), ancienne voie de l'actuel 5e arrondissement, absorbée en 1866 par la création du boulevard de Port-Royal (voir aussi rue des Bourguignons)
- Hauts-Montiboeuf (rue des), voie du 20e arrondissement, divisée en deux sections en 1915 pour former la rue de l'Adjudant-Réau et la rue du Capitaine-Marchal (voir aussi sentier des Buas)
- Hautes-Gâtines (rue des), voie de l'ancienne commune de Charonne, aujourd'hui dans le 20e arrondissement, nommée rue Orfila depuis 1875
- Hautes-Vignoles (rue des), voie de l'ancienne commune de Charonne, aujourd'hui dans le 20e arrondissement, nommée rue de Terre-Neuve depuis 1877
- Heaumerie (impasse de la), voie de l'ancien 6e arrondissement disparue lors des travaux de transformations de Paris sous le Second Empire (actuel 1er arrondissement)
- Heaumerie (rue de la), voie de l'ancien 6e arrondissement, disparue lors du percement de la rue de Rivoli durant les travaux de transformations de Paris sous le Second Empire
- Henri-Ier (rue), voie de l'ancien 6e arrondissement, puis du 3e arrondissement, disparue lors du percement de la rue Réaumur
- Henri-IV (passage), passage de l'ancien 2e arrondissement, disparu (actuel 1er arrondissement)
- Helvétius (rue), nom révolutionnaire de la rue Sainte-Anne, voie des 1er et 2e arrondissements
- Homme-Armé (rue de l'), voie incorporée à la rue des Archives en 1890 (1er)
- Hôpital
  - Hôpital (place de l'), place de l'ancien 12e arrondissement sur lequel a été aménagé une partie du square Marie-Curie en 1931 (13e)
  - Hôpital-Général (rue de l'), place de l'ancien 12e arrondissement, renommée rue Pinel en 1851 (actuel 13e arrondissement)
- Hospitalières (impasse des), voie renommée impasse de Béarn, puis incorporée à la rue Roger-Verlomme en 1965 (3e
- Hostel-Dieu-Saint-Gervais (rue), disparue par le percement de la rue de Rivoli
- Hôtel-de-Ville (boulevard de l'), voie renommée avenue Victoria en 1855 (actuels 1er et 4e arrondissements)
- Houssaie (rue du), voie du 2e arrondissement, actuellement passage Lemoine (voir aussi passage de la Longue-Allée)
- Houssay (rue du), voie de l'ancien 2e arrondissement, aujourd'hui 9e arrondissement, réunie à la rue Taitbout en 1853
- Huchette-en-la-Cité (rue de la), voie de l'île de la Cité, incorporée au milieu du XVIIIe siècle au parvis notre-Dame
- Hurepoix (rue du), voie de l'actuel 6e arrondissement rattachée au quai des Grands-Augustins en 1806
- Hyacinthe (rue), voie de l'actuel 4e arrondissement supprimée en 1841

- Haut – A
- B
- C
- D
- E
- F
- G
- H
- I
- J
- K
- L
- M
- N
- O
- P
- Q
- R
- S
- T
- U
- V
- W
- X
- Y
- Z

### I
- Iéna (rue d'), voie du 7e arrondissement, renommée rue de Constantine en 1880 ; une partie de cette rue a été rebaptisée rue Robert-Esnault-Pelterie en 1965
- Impératrice
  - Impératrice (avenue de l'), voie du 16e arrondissement, renommée avenue du Général-Uhrich en 1871, puis avenue du Bois-de-Boulogne en 1875 et enfin avenue Foch en 1929 (voir aussi avenue de l'Impératrice)
  - Impératrice (rue de l'), voie de la commune de Montmartre, annexée, renommée « rue Lalande » puis absorbée par la rue Lambert (18e)
- Impériale (rue), voie de l'actuel 1re arrondissement, renommée rue du Carrousel en 1815 et supprimée lors du réaménagement du palais du Louvre
- Internationale (place), nom porté par la place Vendôme, voie du 1re arrondissement, pendant la Commune
- Isly
  - Isly (rue d'), voie de la commune de La Villette, annexée, renommée rue de Tanger en 1864 (19e)
  - Isly (impasse d'), voie renommée impasse de la Mare en 1877 (20e
  - Isly (impasse d'), voie renommée impasse de Jessaint en 1873 et supprimée lors de l'élargissement du faisceau ferroviaire de la gare du Nord dans les années 1970 (18e)
  - Isly (impasse d'), voie du 19e arrondissement, incorporée à la rue de Tanger en 1873
- Issoire (impasse), voie de la commune de Montrouge, au Petit-Montrouge, située côté impair de la rue de la Tombe-Issoire, annexée, supprimée lors du percement de la rue d'Alésia dans les années 1860 (14e)
- Ivry (passage d'), ancien nom de la rue Émile-Rostan disparue dans les années 1960-1970 (13e)

- Haut – A
- B
- C
- D
- E
- F
- G
- H
- I
- J
- K
- L
- M
- N
- O
- P
- Q
- R
- S
- T
- U
- V
- W
- X
- Y
- Z

### J
- Jacinthe (rue), ancienne voie du 5e arrondissement, disparue lors du percement de la rue Lagrange
- Jacques-Gencien (rue) ancien nom de la rue des Coquilles
- Jardin / Jardins
  - Jardin-du-Roi (pont du), voie reliant le 12e arrondissement et les 5e et 13e arrondissements, nommé pont d'Austerlitz avant 1814 et après 1830
  - Jardin-du-Roi (rue), voie renommée rue Geoffroy-Saint-Hilaire en 1868 (5e)
  - Jardins (passage des), vie de la commune de Montrouge, au Petit-Montrouge, annexée, passage Dareau depuis 1877 (14e)
- Javel (quai de), voie de l'ancienne commune de Grenelle et de la commune d'Issy, puis du 15e arrondissement, nommée quai André-Citroën depuis 1958
- Jean-Chiappe (avenue), voie du 16e arrondissement, nommée avenue Georges-Mandel depuis 1945
- Jean-Hubert (rue), ancienne voie de l'actuel 5e arrondissement, disparue au début des années 1840 lors de l'agrandissement du collège Sainte-Barbe et la construction de la bibliothèque Sainte-Geneviève (voir aussi rue des Chiens)
- Jean-de-l'Épine (rue), voie de l'ancien 7e arrondissement de Paris, disparue lors du percement de la rue de Rivoli
- Jean-Pain-Mollet (rue), disparue lors du percement de la rue de Rivoli
- Jean-Palée (rue), voie du 3e arrondissement, disparue lors de la création du quartier de l'Horloge[10] dans les années 1970
- Jean-Saint-Denis (rue), ancienne voie de l'actuel 1er arrondissement, renommée rue Pierre-Lescot en 1807, disparue dans les années 1850 lors du prolongement de la rue de Rivoli
- Jessaint (impasse de), ancienne voie du 18e arrondissement, supprimée lors de l'élargissement du faisceau ferroviaire de la gare du Nord dans les années 1970
- Jérusalem (rue de), ancienne voie du quartier de la Cité, disparue lors de la reconstruction du palais de justice de Paris
- Jouffroy (rue), voie disparue lors de l’extension de la gare de Paris-Austerlitz entre 1862 et 1867 (13e)
- Juifs (rue des), voie nommée rue Ferdinand-Duval depuis 1900 (4e)
- Juiverie (rue de la), voie du 2e arrondissement, ancien quartier de la Cité, réunie à d'autres rues en 1834 pour former la rue de la Cité[10]
- Julie (rue), nommée rue de l'Abbé-Carton depuis 1954 (14e)
- Julie-Joséphine (rue), voie du 15e arrondissement, nommée rue Emmanuel-Chauvière en 1924
- Julie-Juliette (rue), voie du 15e arrondissement, d'abord nommée rue Léontine-Prolongée avant de devenir rue Léontine en 1913

- Haut – A
- B
- C
- D
- E
- F
- G
- H
- I
- J
- K
- L
- M
- N
- O
- P
- Q
- R
- S
- T
- U
- V
- W
- X
- Y
- Z

### K
- Kléber (rue), voie du 15e arrondissement, nommée rue de la Fédération depuis 1879

- Haut – A
- B
- C
- D
- E
- F
- G
- H
- I
- J
- K
- L
- M
- N
- O
- P
- Q
- R
- S
- T
- U
- V
- W
- X
- Y
- Z

### L
- L/5 (voie), voie du 5e arrondissement, nommée rue du Père-Teilhard-de-Chardin depuis 1978
- La Barre (rue de), voie du 18e arrondissement, nommée rue du Chevalier-de-La-Barre depuis 1907
- Lacaille (rue), également orthographiée rue de la Caille, voie du 14e arrondissement, supprimée en 1879
- La Fayette
  - La Fayette (passage), voie de l'ancien 5e arrondissement, renommée rue d'Alsace en 1868 (10e)
  - La Fayette (passage), voie nommée rue Gambey depuis 1848 (11e)
  - La Fayette (place), voie de l'ancien 3e arrondissement, nommée place Franz-Liszt depuis 1962 (10e)
  - La Fayette (rue), voie de l'ancien ancien 3e arrondissement, renommée rue du Contrat-Social, supprimée lors de l'aménagement des Halles centrales et absorbée par la rue Berger vers 1852-1854 (actuel 1er arrondissement)
- Lalande (rue), ancien nom de la rue Lambert (18e)
- Lamoignon (cour), voie du quartier de la Cité, disparue lors de la reconstruction du palais de justice de Paris
- Lanneau (rue de), ancienne voie du 5e arrondissement, nommée rue du Four-Saint-Jacques avant 1877, disparue en 1880 lors de l'extension du collège Sainte-Barbe
- Lanterne
  - Lanterne-en-la-Cité (rue de la), voie de l'ancien 9e arrondissement, ancien quartier de la Cité, réunie à d'autres rues en 1834 pour former la rue de la Cité[10]
  - Lanterne-des-Arcis (rue de la), voie de l'ancien 7e arrondissement, ancien quartier des Arcis, réunie à la rue Pernelle en 1853
- Lapeyrouse (rue), voie du 8e arrondissement, actuellement nommée rue La Boétie
- Lard (rue au), supprimée lors de l'ouverture de la rue des Halles (1er)
- La Rochefoucauld (rue de), voie de la commune de Montrouge, au Petit-Montrouge, annexée, renommée rue Liancourt en 1869 (14e)
- Lavandières-Place-Maubert (rue des), voie du 5e arrondissement, disparue lors du percement de la rue Lagrange vers 1887
- Léningrad (rue de), voie du 8e arrondissement, nommée rue de Saint-Pétersbourg depuis 1991 (voir aussi rue de Pétrograd)
- Lenoir (rue) :
  - Lenoir-Saint-Antoine (rue), voie réunie à la rue d'Aligre en 1868 (12e)
  - Lenoir-Saint-Honoré (rue), voie réunie à la rue des Bourdonnais en 1851 et supprimée lors de la construction du Forum des Halles (1er)
- Léonidas
  - Léonidas (passage), voie de la commune de Montrouge, au Petit-Montrouge, annexée, partie de la rue Léonidas depuis 1957 (14e)
  - Léonidas (passage), voie de la commune de Montrouge, au Petit-Montrouge, annexée, voir rue des Thermopyles et rue Olivier-Noyer (14e)
- Léonie (rue) :
  - Léonie (rue), voie de l'ancien 2e arrondissement, renommée rue Henner en 1908 (9e)
  - Léonie (rue), voie de la commune de Montmartre, annexée, renommée rue des Trois-Frères en 1868 (18e)
  - voir aussi « Sainte-Léonie »
- rue Lepeu, voie du 12e arrondissement supprimée lors de l'opération de rénovation urbaine de l'îlot Saint-Éloi
- Levrette (rue de la), voie absorbée par la rue de Lobau en 1838
- Licorne (rue de la), voie du quartier de la Cité, dans le 4e arrondissement, supprimée dans les années 1860 pour reconstruire l'Hôtel-Dieu de Paris
- Lille (rue de), aussi « rue de l'Île », voie de la commune de Montrouge, au Petit-Montrouge, annexée, renommée rue de Grancey en 1875 (14e)
- Limace (rue de la), voie de l'actuel 1er arrondissement, disparue lors de la création de la rue des Halles
- Lionne (rue de), ancien nom de l'actuelle rue Sainte-Anne
- L'Olive (rue), voie du 18e arrondissement, renommée rue de l'Olive en 2011
- Longue-Allée (passage de la) :
  - voie du 2e arrondissement, actuellement passage Lemoine (voir aussi rue du Houssaie)
  - voie du 2e arrondissement, supprimée lors du percement du boulevard de Sébastopol (voir aussi passage de l'Égout)
- Lormerie (rue de la), voie disparue de l'ancien 6e arrondissement
- Louis-le-Grand (place), voie de l'actuel 1er arrondissement, actuellement place Vendôme
- Louis-Philippe (rue), voie du 11e arrondissement, nommée rue de Lappe depuis 1867
- Louis XV (place), voie de l'actuel 8e arrondissement, actuellement place de la Concorde
- Lourcine (rue de), voie de l' ancien 12e arrondissement, dans les actuels 5e arrondissement et 13e arrondissement, qui correspond aux actuelles rue Édouard-Quénu, rue Broca et rue Léon-Maurice-Nordmann
- Lourmel (impasse), puis (passage), voie du 15e arrondissement, nommée rue Oscar-Roty depuis 1965
- Louvet (passage), voie du 15e arrondissement, rebaptisée rue Alexis-Carrel en 1974, puis rue Jean-Pierre-Bloch en 2002

- Haut – A
- B
- C
- D
- E
- F
- G
- H
- I
- J
- K
- L
- M
- N
- O
- P
- Q
- R
- S
- T
- U
- V
- W
- X
- Y
- Z

### M
- M/10 (voie), voie nommée rue du Commandant-Mortenol depuis 1984 (10e).
- Mably (rue), voie nommée rue d'Enghien depuis 1814 (10e).
- Mac-Mahon (rue), voie nommée rue La Boétie (8e)
- Mâcon : 
  - Mâcon (rue de), voie disparue des anciens entrepôts de Bercy
  - Mâcon (rue), voie disparue lors du percement du boulevard Saint-Michel et du prolongement de la rue Saint-Séverin (actuel 5e arrondissement).
  - Mâcon (rue), partie de la rue de la Harpe Paris 5e
- Madame (avenue ou rue de), voie de la commune de Charonne, annexée, renommée rue des Orteaux en 1869 (20e)
- Madeleine (passage de la), voie  disparue dans les années 1830-1840 lors du percement de la rue de Constantine (nommée rue de Lutèce depuis 1880, actuel 4e arrondissement).
- Magenta (rue de), voie ouverte en 1863, partie de la rue Montbrun depuis 1868 (14e).
- Mail (quai du), voie nommée quai du Colonel-Morland (4e).
- Maine (impasse du), voie de l'ancien 11e arrondissement, partie de la rue Antoine-Bourdelle depuis 1930 (15e).
- Mairie
  - Mairie (place de la), voie de la commune de Charonne, annexée, renommée place Saint-Blaise depuis 1867 (20e).
  - Mairie (place de la), voie de la commune de Grenelle, annexée, renommée place du Commerce (1867), puis « place de la Montagne-Noire » (février à mars 1877), reprend le nom de place du Commerce en mars 1877 (15e).
  - Mairie (place de la), voie de la commune de Montrouge, au Petit-Montrouge, annexée, rebaptisée « place de Montrouge » (1867), nommée place Ferdinand-Brunot depuis 1946 (14e).
  - Mairie (place de la), voie de la commune de Passy, annexée, nommée place de Passy depuis 1867 (16e).
  - Mairie (place de la), voie de la commune de Vaugirard, annexée, rebaptisée place de Vaugirard, puis place Adolphe-Chérioux en 1935 (15e).
  - Mairie (rue de la), voie de la commune de Montmartre, annexée, nommée rue La Vieuville depuis 1867 (18e)
- Maison
  - Maison-Commune (place de la), voir place de l'Hôtel de Ville
  - Maison-de-la-Révoluion (place de la), voir place du Palais-Bourbon
  - Maison-de-Santé (chemin de la), chemin de banlieue (1785), puis voie de la commune de Gentilly, au Petit-Gentilly sous la dénomination avenue Sainte-Anne ou avenue de la Santé, annexée, rue Ferrus depuis 1864 (14e)
  - Maison-Égalité (place de la), voir place du Palais-Royal
- Maitrier (passage), voie de l'actuel 17e arrondissement[N 1].
- Manège (passage du), voie disparue lors de l'ouverture de la rue de Rivoli
- Marais
  - Marais (impasse), voie de la commune de Montrouge, au Petit-Montrouge, annexée, rebaptisée impasse de Châtillon en 1877, puis rue de Châtillon en 1954 (14e).
  - Marais-Saint-Germain (rue des), voie rebaptisée rue Visconti en 1864 (6e).
  - Marais-Saint-Martin (rue des), voir « rue des Marais-du-Temple » (ci-dessous).
  - Marais-du-Temple (rue des) ou « rue des Marais-Saint-Martin » voie renommée en plusieurs étapes, rue de Nancy en 1930, place Jacques-Bonsergent en 1949 et rue Albert-Thomas en 1970 (10e).
- Marceau (rue)
  - Marceau (rue), voie nommée rue de Rohan avant 1796 et après 1814 (1er).
  - Marceau (rue), voie rebaptisée rue de Wattignies en 1879 (12e).
- Marché
  - Marché (rue du), voir rue du Marché-aux-Chevaux qui suit.
  - Marché (rue du), voie de l'ancienne commune de La Chapelle, annexée, renommée rue L'Olive en 1875 et rue de l'Olive en 2011 (18e).
  - Marché-aux-Chevaux (rue du), voie du Faubourg Saint-Marcel reliant l'ancienne place Poliveau (antérieurement carrefour de la Croix de Clamart) et la rue du même nom à l'ancienne rue du Gros-Caillou (antérieurement chemin de Gentilly) qui lui fait face, en laissant l'ancien marché aux chevaux à sa gauche. Absorbée en 1868 par la rue Geoffroy-Saint-Hilaire (5e).
  - Marché-aux-Fleurs (rue du), voie du quartier de la Cité disparue lors de la construction du tribunal de commerce de Paris (4e).
  - Marché-Neuf (rue du), voie du quartier de la Cité, disparue lors de la construction de la préfecture de police de Paris.
  - Marché-aux-Poirées (rue du), voie de l'ancien 4e arrondissement, disparue lors du réaménagement des abords des Halles.
  - Marché-Palu (rue du), voie de l'ancien quartier de la Cité, réunie à d'autres rues en 1834 pour former la rue de la Cité[10] (actuel 2e arrondissement).
  - Marché-Saint-Jean (place du), voie de l'ancien 7e arrondissement, disparue lors des travaux de réaménagements de la place de l'Hôtel-de-Ville et de la rue de Rivoli.
- Mariettes (rue des) ou Marionnettes (rue des), ancien nom de la rue des Marmousets (13e).
- Marionnettes (rue des), ancien nom de la voie G/5 (5e).
- Marineau (?), voie de la paroisse Saint-Jacques de la Boucherie
- Marivaux :
  - Marivaux-des-Italiens (rue de), voie nommée rue de Marivaux depuis 1780 (actuel 2e arrondissement).
  - Marivaux-des-Lombards (rue), voie rebaptisée rue Nicolas-Flamel en 1851 (actuel 4e arrondissement).
  - Marivaux (Petite-rue), voie rebaptisée rue Pernelle en 1851 (actuel 4e arrondissement).
- Marmousets-en-la-Cité (rue des), voie du quartier de la Cité, disparue lors de la reconstruction de l'Hôtel-Dieu de Paris à l'exception d'un petit tronçon rattaché en 1874 à la rue Chanoinesse (4e).
- Martin (rue), ancien nom de la rue Caillié (18e arrondissement) avant la dénomination de cette dernière survenue en 1879.
- Martroi-Saint-Jean (rue du), voie de l'ancien 9e arrondissement, supprimée lors de l'ouverture de la rue de Lobau et de l'agrandissement de l'Hôtel de Ville de Paris.
- Masure (rue de la), voie de l'ancien 9e arrondissement, disparue dans la résorption de l'îlot insalubre no 16.
- Mathieu-Molé (rue), ancienne voie du 1er arrondissement, anciennement nommée rue Sainte-Anne-en-la-Cité (ou rue Sainte-Anne-au-Palais), puis rue Boileau entre 1851 et 1877, disparue lors de l'extension du palais de justice de Paris
- Maure (rue du), More (rue du) ou (cour du), voie disparue lors de la création du quartier de l'Horloge (3e).
- Mauvaises-paroles (rue des), voie disparue lors de la création de la rue de Rivoli (actuel 1er arrondissement).
- Mazas (boulevard), voie rebaptisée boulevard Diderot en 1879 (12e).
- Ménétriers (rue des), voie  de l'ancien 7e arrondissement, absorbée lors de la création de la rue Rambuteau.
- Ménilmontant (chemin neuf de), voie des communes de Charonne et Belleville, annexée, renommée rue du Surmelin en 1877 (20e).
- Mexico (rue de), voie renommée rue Manin en 1880 (19e).
- Michel-Bizot (rue), voie renommée rue du Général-Bizot en 1915, puis avenue du Général-Michel-Bizot depuis 1916 (12e)
(voir aussi rue de la Voûte-du-Cours)
- Millaud (avenue), voie rebaptisée rue Crémieux en 1897 (12e).
- Militaire (rue), voie desservant de l'intérieur l'enceinte de Thiers et remplacée pour une grande partie par les boulevards des Maréchaux.
- Miracles (grande cour des), Caire (place du) (1799), entrées par les actuelles rue du Nil (1er).
- Miséricorde (rue de la) devenue rue de la Clef.
- Mogador (rue de), voie de la commune de La Villette, annexée, renommée rue du Maroc en 1867 (19e).
- Molay (rue), voie incorporée à la rue des Archives en 1874 (3e).
- Molière
  - Molière (rue), voie  nommée rue Rotrou depuis 1867 (6e).
  - Molière (rue), voie de la commune d'Auteuil, renommée « rue d'Auteuil », annexée, nommée rue de Rémusat depuis 1877 (16e).
- Mondétour (rue), voie de la commune de Charonne, annexée, nommée rue de l'Indre depuis 1877 (20e).
- Mont-Blanc (rue du), ancien nom de la rue de la Chaussée-d'Antin (9e).
- Montferrat (impasse), ancienne impasse Saint-Nicolas avant 1877, rebaptisée rue de Chaumont en 1923 ( 19e).
- Montpensier-Saint-Honoré (rue de) disparue lors de l'ouverture de la rue de Rivoli.
- Montreuil :
  - Montreuil (boulevard de), voie de la commune de Charonne, annexée, nommée boulevard de Charonne depuis 1864 (20e).
  - Montreuil (grande rue de), voie de la commune de Charonne, annexée, nommée rue d'Avron depuis 1877 (20e).
  - Montreuil (vieille rue de), voie de la commune de Charonne, annexée, nommée rue du Volga en 1877 (20e).
- Montrouge
  - Montrouge (avenue de), voie issue de la partie sud de l'ancien « chemin de Montrouge » (dès 1672, voir ci-dessous) appartenant ultérieurement au Petit-Montrouge, territoire de la commune de Montrouge, renommée plusieurs fois, annexée, rue Friant depuis 1864 (14e).
  - Montrouge (boulevard de), voie résultant de la réunion de l'ancien chemin de ronde et du boulevard extérieur (« boulevard d'Enfer » depuis 1851) qui longeaient précédemment le mur des Fermiers généraux, formant la limite entre le Petit-Montrouge, sur le territoire de la commune de Montrouge et des anciens 11e et 12e arrondissements ;
— elle correspond avant 1864 au tronçon sud de l'actuel boulevard Raspail et au tronçon est de l'actuel boulevard Edgar-Quinet ;
— elle correspond après 1864 à l'actuel boulevard Edgar-Quinet sur toute sa longueur,
— la partie sud, amputée et prolongée jusqu'au boulevard du Montparnasse reprend l'ancienne dénomination « boulevard d'Enfer » (1864-1877) avant d'être définitivement nommée boulevard Raspail en 1877 (14e).
  - Montrouge (chemin de), voie traversant la plaine de Montrouge, indiquée sur le plan de Jouvin de Rochefort (1672) qui l'orthographie « chemin de Mont Rouge » et la trace dans le prolongement de la « rue d'Enfer », au sud de l'Observatoire de Paris, à l'emplacement de l'actuelle avenue Denfert-Rochereau (14e) ; pour la partie méridionale, voir « avenue du Montrouge » (ci-dessus) et rue Friant.
  - Montrouge (place de), voie précédemment nommée « place de la Mairie », dépendant de la commune de Montrouge, au Petit-Montrouge, annexée, renommée « place de Montrouge » en 1867, nommée place Ferdinand-Brunot depuis 1946 (14e).
- Montsouris
  - Montsouris (avenue), voie ouverte en 1865, renommée « avenue du Parc-de-Montsouris » en 1899, nommée avenue René-Coty depuis 1964 (14e).
  - Montsouris (impasse de), voie également nommée « impasse de la Tombe-Issoire » voie de la commune de Montrouge, au Petit-Montrouge, annexée, située 86, rue de la Tombe-Issoire (14e).
- Montyon
  - Montyon (rue de), voie ouverte en 1839 dans l'ancien 11e arrondissement, renommée rue Delambre en 1844 (actuel 14e arrondissement)
  - Montyon (rue de), voie ouverte en 1838 sur le territoire de la commune de Montrouge, au Petit-Montrouge, annexée, partie est de la rue Mouton-Duvernet depuis 1864 (14e).
- Morny (rue de), voie nommée actuellement rue La Boétie (8e).
- Mortellerie (rue de la), voie de l'ancien 9e arrondissement, rebaptisée rue de l'Hôtel-de-Ville en 1835
- Mosnier (rue), voie  renommée rue de Berne en 1884 (8e).
- Moulin-de-Beurre (rue du), voie de la commune de Vaugirard, annexée, incorporée à la rue du Texel en 1877 (14e).
- Moulins (rue des), voie nommée rue Clavel en 1868 (19e).
- Mozart (rue), voie renommée avenue Mozart en 1911 (16e).
- Muette (rue de la), voie incorporée à la rue des Boulets en 1868, renommée rue Léon-Frot en 1944 (11e).
- Mûrier (rue du), voie de l'ancien 12e arrondissement, supprimée lors du percement de la rue des Écoles et de la rue Monge (5e).
- Murs-de-la-Roquette (rue des), voie renommée en partie rue Mercœur en 1865 et rue Auguste-Laurent en 1904 pour la partie restante (11e)
- Musée (place du) ou Muséum (place du) disparue lors du percement de la rue de Rivoli
- Musée (rue du), voie nommée rue Froidmanteau jusqu'en 1839 et supprimée lors du prolongement de la rue de Rivoli et l’achèvement du palais du Louvre dans les années 1850 (actuel 1er arrondissement).

- Haut – A
- B
- C
- D
- E
- F
- G
- H
- I
- J
- K
- L
- M
- N
- O
- P
- Q
- R
- S
- T
- U
- V
- W
- X
- Y
- Z

### N
- Napoléon
  - Napoléon (cité, ou impasse de la cité), voie renommée cité Annibal en 1877 (14e).
  - Napoléon (passage), voie de la commune de Vaugirard, précédemment « rue des Fidèles » (v. 1811), « passage Napoléon » (1857), annexée, renommée rue Borromée en 1867 (15e).
  - Napoléon (pont), voie reliant les 12e et 13e arrondissements, renommée pont National en 1870.
  - Napoléon (quai)
  - Napoléon (rue), voie de l'ancien 1er arrondissement, renommée rue de la Paix en 1814 (actuel 2e arrondissement).
  - Napoléon (rue), voie de la commune de Belleville, annexée, voir rue de Pali-Kao ou Palikao (20e).
- Nation (rue de la), voie du 18e arrondissement, renommée rue de Sofia en 1971.
- Nationales (routes)
  - Nationale no 1 (route) devenue rues Marx-Dormoy de la Chapelle et avenue de la Porte-de-la-Chapelle (18e)
  - Nationale no 2 (route) devenue avenue de Flandre avenue Corentin-Cariou et avenue de la Porte-de-la-Villette (19e)
  - Nationale no 3 (route) devenue avenue Jean-Jaurès et avenue de la Porte-de-Pantin (19e)
  - Nationale no 5 (route) devenue rue de Charenton et avenue de la Porte-de-Charenton (12e)
  - Nationale no 7 (route) devenue avenue d'Italie et avenue de la Porte-d'Italie (13e)
  - Nationale no 10 (route) devenue avenue de Versailles et quai de Passy (16e)
  - Nationale no 13 (route) devenue avenue de la Grande-Armée et avenue de Neuilly (16e et 17e)
  - Nationale no 14 (route) devenue avenue de la Porte-de-Clignancourt (18e)
  - Nationale no 19 (route) devenue quais de la Gare et d'Ivry (13e)
  - Nationale no 20 (route) devenue avenues du Général-Leclerc et de la Porte-d'Orléans (14e)
  - Nationale no 34 (route) devenue cours de Vincennes et avenue de la Porte-de-Vincennes (12e et 20e)
  - Nationale no 189 (route) devenue rue de Vaugirard (6e et 15e)
- Nativité (place de la), voie du 12e arrondissement, ancienne place de l'Église de l'ancienne commune de Bercy, renommée place Lachambeaudie en 1905
- Nazareth (rue de), voie du quartier de la Cité, disparue lors de la reconstruction du palais de justice de Paris
- Neuf (boulevard), voie des actuels 2e et 9e arrondissements, actuellement boulevard des Italiens
- Neuve
  - Neuve-Balagny (rue), voie du 17e arrondissement, renommée rue Lacaille en 1881
  - Neuve-Bois-Le-Vent (rue)
  - Neuve-de-la-Foire (rue), voie du 6e arrondissement, nommée rue des Quatre-Vents depuis la fin du XVIIe siècle
  - Neuve-de-la-Garonne (rue), voie du 12e arrondissement, renommée rue Baron-Le-Roy en 1993
  - Neuve-de-la-Pelouse (rue), voie de l'ancienne commune de Passy, puis du 16e arrondissement, renommée rue d’Obligado, puis rue d'Argentine en 1947
  - Neuve-de-Poitiers (rue), voie du 8e arrondissement, nommée rue d'Artois depuis 1897 (voir aussi rues des Écuries-d'Artois et de la Réforme)
  - Neuve-des-Capucines (rue), voie des 1er et 2e arrondissements, renommée rue des Capucines en 1881
  - Neuve-des-Petits-Champs (rue), voie des 1er et 2e arrondissements, renommée rue des Petits-Champs en 1881
  - Neuve-des-Bons-Enfants (rue), voie du 1er arrondissement, renommée rue Radziwill en 1867
  - Neuve-d'Orléans (rue), absorbée par le boulevard Saint-Denis Paris 10e
  - Neuve-du-Champ-d'Asile (rue), voie de la commune de Montrouge, au Petit-Montrouge, annexée, renommée rue Deparcieux en 1864 (14e)
  - Neuve-Mâcon, partie de la rue de la Harpe Paris 5e
  - Neuve-Notre-Dame (rue), ancienne voie du quartier de la Cité
  - Neuve-outre-la-Porte-Saint-Michel (rue), partie de la rue de la Harpe Paris 5e
  - Neuve-du-Pont-Saint-Michel (rue), partie de la rue de la Harpe Paris 5e
  - Neuve-Saint-Eustache (rue), voie incorporée à la rue d'Aboukir en 1865 (2e)
  - Neuve-Saint-François (rue), voie du 3e arrondissement, incorporée à la rue Debelleyme en 1865
  - Neuve-Saint-Honoré (rue), section de l'actuelle rue Saint-Honoré
  - Neuve-Saint-Louis (rue), section de l'actuelle rue Saint-Honoré
  - Neuve-Saint-Merri (rue), devenu rue Saint-Merri
  - Neuve-Saint-Michel (rue), partie de la rue de la Harpe Paris 5e
  - Neuve-Saint-Paul (rue), voie du 4e arrondissement, incorporée en 1864 à la rue Charles-V
  - Neuve-Saint-Sauveur (rue), voie de l'actuel 1er arrondissement, attestée à partir de 1622 et renommée rue du Nil en 1807
  - Neuve-Sainte-Catherine (rue), voie des actuels 3e et 4e arrondissements, correspondant à la portion de la rue des Francs-Bourgeois comprise entre les rues Payenne et de Turenne
- Nicot (rue), actuellement rue Jean-Nicot Paris 7e
- Nicolas-Arrode (rue), actuellement section de la rue Montorgueil
- Nord (rue), voie de l'actuel 10e arrondissement, anciennement rue de la Barrière-Poissonnière, renommée rue du Nord en 1833, absorbée par le boulevard Magenta dans les années 1850
- Notre-Dame (rue), voie du 10e arrondissement, nommée rue Alibert depuis 1840
- Notre-Dame-des-Champs (impasse), voie du 6e arrondissement, actuellement rue Le Verrier
- Nouvelle-Stanislas (rue), voie du 6e arrondissement, renommée rue Péguy en 1926
- Noyers (rue des), voie de l'ancien 12e arrondissement, disparue lors du percement du boulevard Saint-Germain (actuel 5e arrondissement)

- Haut – A
- B
- C
- D
- E
- F
- G
- H
- I
- J
- K
- L
- M
- N
- O
- P
- Q
- R
- S
- T
- U
- V
- W
- X
- Y
- Z

### O
- Obligado (rue d'), voie du 16e arrondissement, ancienne rue Neuve-de-la-Pelouse sur l'ancienne commune de Passy, renommée rue d'Argentine en 1947
- Oblin (rue), voie de l'ancien 4e arrondissement, initialement partie nord de la rue d'Orléans (XIIIe siècle) allant de la rue des Deux-Écus à la rue Coquillière. Elle en est détachée en 1577 et porte les noms de « rue Bouchée » (1635), « cul-de-sac de l'Hôtel-de-Soissons » (1636), « cul-de-sac de Carignan » et enfin celui de « rue d'Oblin » (v. 1755/1765) avant de disparaître en 1934[11] (1er)
- Observance
  - Observance (rue de l'), quartier du Roule, ancien 1er arrondissement, renommée rue de Rovigo, nommée rue de la Bienfaisance depuis 1816 (actuel 8e arrondissement)
  - Observance de Saint-Francois (rue de l'), voie de l'ancien 11e arrondissement, quartier de l'École-de-Médecine, renommée rue de Marseille, ensuite place de l'Ami-du-Peuple, nommée rue Antoine-Dubois depuis 1851[12] (6e)
- Ogniard (rue), voie absorbée en 1851 pour former l'actuelle rue de La Reynie
- Oratoire (place de l'), voie de l'ancien 4e arrondissement, dans l'actuel 1er arrondissement, absorbée par la rue de Rivoli lors de son prolongement dans les années 1850
- Orgemont (rue d'), voie disparue du 20e  arrondissement[13].
- Orléans
  - Orléans (avenue d'), voie du Petit-Montrouge, commune de Montrouge, puis du 14e arrondissement, renommée avenue du Général-Leclerc en 1948
  - Orléans (route d'), voie du Petit-Montrouge, commune de Montrouge, ancien nom de l'avenue d'Orléans, renommée avenue du Général-Leclerc en 1948 (14e)
  - Orléans (rue Neuve d'), voie du Petit-Montrouge, commune de Montrouge, annexée et renommée rue Du Couédic en 1864 (14e)
  - Orléans (Vieille route d'), voie du Petit-Montrouge, commune de Montrouge, annexée, partie sud de l'actuelle rue de la Tombe-Issoire (14e)
  - Orléans-au-Marais (rue d'), voie (1625) réunie avec d'autres voies pour former, en 1851, la rue Charlot (3e)
  - Orléans-Saint-Honoré (rue d')
- Orme (carrefour de l') devenu place Saint-Gervais
- Orties
  - Orties-Saint-Honoré (rue des), ancienne voie de l'actuel 1er arrondissement, disparue lors du percement de l'avenue de l'Opéra dans les années 1860-1870
  - Orties-du-Louvre (rue des), ancienne voie de l'actuel 1er arrondissement, disparue lors du dégagement de la cour du palais du Louvre dans les années 1800
- Osiaux (rue des), voie de l'ancienne commune de Charonne, aujourd'hui dans le 20e arrondissement, nommée rue de Voulzie, supprimée pour aménager le square du Docteur Jacques-Joseph Grancher
- Oudot (rue), rue du 18e arrondissement, dénommée ainsi en 1868 en l'honneur de Jean-François Oudot. Elle fut absorbée par la rue Championnet en 1877. Jean-François Oudot se vit attribuer un nouveau nom de rue (ancienne rue des Coucous) dans le 12e arrondissement.
- Ouest (rue de l') (quartier du Luxembourg), ancien XIe arrondissement, incorporée en 1868 à la rue d'Assas
- Ourcine (rue de l') ou Lourcine (rue de), voie des 5e et 13e arrondissements, renommée rue Broca en 1890

- Haut – A
- B
- C
- D
- E
- F
- G
- H
- I
- J
- K
- L
- M
- N
- O
- P
- Q
- R
- S
- T
- U
- V
- W
- X
- Y
- Z

### P
- Paix
  - Paix (avenue de la), voie de la commune du Pré-Saint-Gervais, ouverte sous le nom d'« avenue des Lilas », puis « avenue du Président-Wilson », partiellement annexée en 1930, « rue du Belvédère » (1932), « avenue du Belvédère » depuis 1934, une partie est située au Pré-Saint-Gervais, l'autre à Paris (19e)
  - Paix (petite rue de la), voie nommée rue Carcel depuis 1875 (15e)
  - Paix (rue de la), voie renommée « rue Neuve-de-l'Abbaye » (1809), rue de l'Abbaye depuis 1815 (6e)
  - Paix (rue de la), voie de la commune des Batignolles, annexée, renommée rue La Condamine en 1868 (15e)
  - Paix (rue de la), voie de la commune de Montrouge, au Petit-Montrouge, annexée, partie de la rue Beaunier depuis 1873 (14e)
- Palais
  - Palais (rue du) actuellement partie de la rue Du Sommerard (5e)
  - Palais-de-Justice (place du), ancienne voie du quartier de la Cité disparue au début des années 1860 lors de la création du boulevard du Palais (1er et 4e) et de la rue de Lutèce (4e)
  - Palais-des-Beaux-Arts (place du), actuellement place de l'Institut
  - Palais-des-Thermes (rue du), actuellement partie de la rue Du Sommerard (5e)
  - Palais-du-Corps-Législatif (place du), actuellement place du Palais-Bourbon (7e)
  - Palais-National (place du), actuellement place du Palais-Royal (1er)
  - Palais-Royal (place du), actuellement place de Valois (3e)
- Palée (rue), voir rue du Maure (3e)
- Rue Palmyre, voie disparue entre 1955 et 1967 (13e).
- Paon
  - Paon-Blanc (rue du) disparue dans la résorption de l'îlot insalubre no 16.
  - Paon-Saint-André (rue du), supprimée lors du percement du boulevard Saint-Germain
  - Paon-Saint-Victor (rue du), supprimée lors du percement de la rue des Écoles et de la rue Monge
- Papin (rue), disparue lors de l’extension de la gare du chemin de fer d'Orléans.
- Paradis-au-Marais (rue de), voie des 3e et 4e arrondissements, réunie à la rue des Francs-Bourgeois en 1868
- Parc
  - Parc (rue du), ancien nom du tronçon de la rue de Belleville entre la rue du Télégraphe et la rue de Romainville dans l'ancienne commune de Belleville. Elle était ainsi nommée car elle était tracée sur une allée de l'ancien parc du château de Ménilmontant.
  - Parc (rue du), ancienne voie de Boulogne-Billancourt, annexée à Paris en 1925, renommée en partie avenue du Parc-des-Princes (1926), l'autre partie ayant pris le nom avenue du Général-Sarrail en 1931 (16e)
  - Parc-de-Montsouris (avenue du), voie ouverte en 1865 sous le nom d'avenue Montsouris, devenue avenue du Parc-de-Montsouris (1899-1964), puis avenue René-Coty (14e)
- Paris
  - Paris (avenue de), voie supprimée en 1947, elle reliait la place de la Porte-de-Vanves au boulevard Adolphe-Pinard (14e).
  - Paris (rue de), voie de l'ancienne commune de Charonne, annexée, nommée rue de Bagnolet (20e).
- Parmentier (impasse), voie nommée rue Lacharrière depuis 1863 (11e).
- Parquet (villa), voie ouverte vers 1897, renommée villa d'Alésia (14e)
- Parvis (place du), voie nommée place de Bitche depuis 1881 (19e)
(voir aussi place de l'Église)
- Parvis-Notre-Dame (place du)
- Pavée (rue)
- Péchoin (rue), voie du 19e arrondissement, disparue dans les années 1930
- Pelleterie (rue de la), ancienne voie du quartier de la Cité, dans l'actuel 4e arrondissement, supprimée lors de la construction du tribunal de commerce de Paris
- Pepinière
  - Pépinière (avenue de la), voie de l'ancien 11e arrondissement, renommée avenue de l'Observatoire, (6e et (14e))
  - Pépinière (rue de la), voie de la commune de Montrouge, au Petit-Montrouge, annexée, rue Daguerre depuis 1867 (14e)
  - Pepinière (rue Neuve-de-la-), voie de la commune de Montrouge, au Petit-Montrouge, annexée, rue Fermat depuis 1864 (14e)
- Percée
  - Percée-Saint-André (rue), ancienne voie de l'actuel 5e arrondissement, en grande partie disparue lors du percement du boulevard Saint-Michel, la partie restante étant renommée impasse Hautefeuille en 1877.
  - Percée-Saint-Antoine (rue) ou Percée-Saint-Paul (rue) devenue rue du Prévôt
- Perceval (rue), voie de la commune de Vaugirard, annexée, disparue, était située entre la rue de la Gaîté et la rue de l'Ouest (14e).
- Pereire (place), voie du 17e arrondissement, renommée place du Maréchal-Juin en 1973
- Perlet (rue), voie de la commune de Charonne, aujourd'hui dans le 20e arrondissement, supprimée lors de la construction de l'hôpital Tenon
- Pernelle (rue) absorbée par la rue de Lobau
- Pernety (impasse), voie du 15e arrondissement, renommée impasse, puis passage de Lourmel et enfin rue Oscar-Roty en 1965
- Perpignan (rue de), ancienne voie du quartier de la Cité, dans le 4e arrondissement, supprimée dans les années 1860 pour reconstruire l'Hôtel-Dieu de Paris
- Perrel (rue)
- Perrin-Gasselin (rue), voie de l'ancien 4e arrondissement, actuellement dans le 1er arrondissement, disparue lors du prolongement de la rue Jean-Lantier
- Pet-au-Diable (rue du)  fusionnée dans la rue de Lobau
- Petit / Petite / Petits
  - Petit-Banquier (rue du), voie nommée rue Watteau en 1867 (13e).
  - Petit-Brave (rue du), voie nommée rue des Quatre-Vents depuis la fin du XVIIe siècle (actuel 6e arrondissement).
  - Petit-Crucifix (rue du) absorbée par le boulevard Sébastopol
  - Petite-Bastille (impasse de la), voie de l'ancien 4e arrondissement de Paris, disparue lors du percement de la rue de Rivoli.
  - Petit-Hurleur (rue du), voie supprimée lors du percement de la rue de Turbigo (3e).
  - Petit-Huys-de-la-Foire (chemin du), voie nommée rue des Quatre-Vents depuis la fin du XVIIe siècle (actuel 6e arrondissement).
  - Petit-Saint-Antoine (passage du), voie de l'ancien 7e arrondissement, disparue lors du percement de la rue de Rivoli
  - Petite-Bouclerie (rue), partie de la rue de la Harpe Paris 5e
  - Petite-Bouclerie (rue), partie de la rue Brisemiche Paris 4e
  - Petits-Augustins (rue des), voie de l'ancien 11e arrondissement réunie à deux autres rues en 1852 pour former la rue Bonaparte (actuel 6e arrondissement)
  - Petits-Champs (rue des), voie de l'ancien 7e arrondissement, disparue.
  - Petits-Champs-Saint-Martin (rue des)  (1273), puis : Brantôme (rue) (1864)[10].
  - Petits-Degrés (rue des), voie renommée rue de l'Hôtel-Colbert (5e).
- Pétrograd (rue de), voie renommée rue de Léningrad en 1945, puis rue de Saint-Pétersbourg en 1991 (8e).
- Peupliers (place des), voie renommée place de l'Abbé-Georges-Hénocque en 1968 (13e).
- Phélipeaux (Rue), voie disparue lors de la prolongation de la rue Réaumur entre la rue Volta et la rue du Temple (3e).
- Pierre-à-Poisson (rue), voie disparue lors de l'agrandissement de la place du Châtelet (1er).
- Pierre-Boyer (rue), voie renommée rue Neuve-Saint-Sauveur, puis rue du Nil à partir de 1867 (2e)
(voir aussi rue de la Corderie et rue de la Cour-des-Miracles)
- Pierre-Charron (rue)
- Pierre-Curie (rue)
- Pierre-Durouchoux (rue), voie ouverte en 1871, débaptisée et renommée rue Pierre-Castagnou en 2011 (14e)
- Pierre-Lescot (rue), ancienne voie de l'actuel 1er arrondissement, nommée rue Jean-Saint-Denis avant 1807, disparue dans les années 1850 lors du prolongement de la rue de Rivoli (emplacement des anciens Grands Magasins du Louvre)
- Pigalle (rue)
- Piques
  - Piques (place des), nom révolutionnaire de la place Vendôme, voie du 1er arrondissement
  - Piques (rue des), nom révolutionnaire de la rue Louis-le-Grand, voie du 2e arrondissement
- Place (rue de la), voie du 19e arrondissement, rattachée à la place des Fêtes en 1879
- Planche-Mibray (rue de la), voie de l'actuel 4e arrondissement, réunie avec la rue des Arcis à la rue Saint-Martin en 1851
- Plâtre : 
  - Plâtre-au-Marais (rue du), appelée rue du Plâtre
  - Plâtre-Saint-Jacques (rue du), voie du 5e arrondissement, renommée rue Domat en 1864
- Plâtrière (rue de la)
- Plâtriers (rue des)
- Plumet (rue) devenue rue Oudinot.
- Poil-au-Con (rue du) devenue rue du Pélican
- Poirier (rue du) disparue lors de la construction du centre Pompidou.
- Poissonnerie
  - Poissonnerie (rue de la), voie de l'ancien 12e arrondissement (quartier Saint-Jacques) (actuel 5e arrondissement).
  - Poissonnerie-des-Halles (rue de la), voie de l'ancien 4e arrondissement (quartier des Marchés) (actuel 1er arrondissement).
- Pont
  - Pont-aux-Biches-Saint-Marcel (rue du) partie de la rue de la Clef dans le 5e arrondissement
  - Pont-aux-Biches-Saint-Martin (rue du) partie de la rue Volta dans le 3e arrondissement
  - Pont-Saint-Michel (place du), voie disparue lors de la création de la place Saint-Michel dans les années 1850-1860 (actuels 5e et 6e arrondissements).
- Port-Royal (rue de), ancienne voie des actuels 5e et 14e arrondissements, anciennement rue de la Bourbe (avant 1844), absorbée en 1866 par la création du boulevard de Port-Royal
- Port Saint-Landry (rue du) XIVe siècle, puis rue Basse des Ursins, puis : Ursins (rue des) (1881)[10]
- Porte / Portes
  - Porte-au-Comte (rue de la)
  - Porte-Baudet (grande rue de la), devenue rue Saint-Antoine
  - Porte-de-la-Muette (place de la), voie renommée place de Colombie en 1955 (16e).
  - Porte-des-Vaches (chemin de la), voie de la commune de Charonne, annexée, nommée impasse Haxo depuis 1877 (20e)
  - Porte Saint-Antoine (boulevard de la), voie renommée boulevard Beaumarchais en 1831 (actuels 3e, 4e et le 11e arrondissements).
  - Portes-Blanches (rue des), voie de la commune de Montmartre, annexée, incorporée à la rue du Poteau en 1868 (18e).
- Postes
  - Postes (rue des), voie nommée rue Lhomond depuis 1867 (5e)
  - Postes (ruelle des), voie nommée rue Alibert depuis 1840 (actuel 10e arrondissement).
- Pot
  - Pot-au-Lait (rue du), voie de la commune de Gentilly, au Petit-Gentilly, annexée, dont une partie septentrional est renommée rue Wurtz en 1893, la partie méridionale rue Brillat-Savarin en 1894 (13e)
  - Pot-au-Lait (rue du), voie de la commune de Montrouge, au Petit-Montrouge, précédemment connue à l'état de chemin de banlieue sous la dénomination « chemin de Montrouge » (1672, plan de Jouvin de Rochefort), puis successivement nommée « avenue du Grand Montrouge », « avenue de Montrouge » et « rue du Pot-au-Lait », annexée, nommée rue Friant depuis 1864 (14e).
  - Pot-de-Fer-Saint-Sulpice (rue du), voie de l'ancien 11e arrondissement réunie à deux autres rues en 1852 pour former la rue Bonaparte (actuel 6e arrondissement).
- Poterie-des-Arcis (rue de la), absorbée par la rue du Renard.
- Poulies (rue des)
- Poupée (rue), voie disparue lors du percement du boulevard Saint-Michel (actuel 5e arrondissement).
- Prêtres
  - Prêtres (chemin des), voie de la commune de Montrouge, au Petit-Montrouge, annexée, en partie supprimée, l'autre partie intégrée à rue du Saint-Gothard en 1877 (14e)
  - Prêtres (rue des), voie attestée dès 1642, correspond à une partie de la rue Saint-Sulpice (actuel 6e arrondissement)
  - Prêtres (rue et impasse des), ruelle disparue de l'emplacement de l'actuel no 2 bis, rue Férou (6e)
- Prince :
  - Prince-Eugène (boulevard du), voie renommée boulevard Voltaire en 1870 (11e)
  - Prince-Eugène (place du), voie renommée place Voltaire en 1870, puis place Léon-Blum en 1957 (11e)
  - Prince-Jérôme (avenue du), voie créée en 1854-1867 et séparée en 1875 en deux parties renommées avenue Mac-Mahon dans la partie méridionale et avenue Niel dans la partie septentrionale (17e)
- Progrès (impasse du), voie du (20e), réunie avec l'impasse Fleury pour former la rue du Groupe-Manouchian
- Puebla (rue de)
- Puits
  - Puits (impasse du), voie disparue. Ouverte dans la commune de Montrouge, au Petit-Montrouge, dans l'ancienne « rue du Grenier-aux-Fourrages » (1838). Voir rue Boulard (14e)
  - Puits-d'Amour, disparu
  - Puits-Artésien (place du)
  - Puits-aux-Marais (rue du) devenu rue Aubriot
  - Puits-Rouge (place du), voie de la commune de Montrouge, au Petit-Montrouge, renommée « carrefour des Quatre-Chemins » (vers 1854), annexée, renommée « place Victor-Basch » en 1944, puis place Victor-et-Hélène-Basch en 1992 (14e)
- Pute-y-Muce (rue de), devenue rue du Petit-Musc
- Putigneux (impasse) voie du 4e arrondissement, supprimée en 1991[14], mais qui apparait toujours (en 2017) sur les plans de Paris[15] et permet d'accéder au mémorial de la Shoah.

- Haut – A
- B
- C
- D
- E
- F
- G
- H
- I
- J
- K
- L
- M
- N
- O
- P
- Q
- R
- S
- T
- U
- V
- W
- X
- Y
- Z

### Q
- Quatre
  - Quatre-Chemins (carrefour des), voie de la commune de Montrouge, au Petit-Montrouge, lieu-dit le « Puits rouge », annexée, renommée « place Victor-Basch » en 1944, puis place Victor-et-Hélène-Basch en 1992 (14e)
  - Quatre-Jardiniers (rue des), voie de la commune de Charonne, annexée, renommée rue des Maraîchers en 1869 (20e)
- Quenouilles (rue des), ancienne voie de l'ancien 4e arrondissement (actuel 1er arrondissement), incorporée au XIXe siècle à la place Bertin-Poirée, puis à la rue Bertin-Poirée
- Quinze-Vingts (passage des) disparu lors de l'ouverture de la rue de Rivoli
- Quinze-Vingts (rue des), voie de l'ancien 1er arrondissement de Paris, disparue lors du percement de la rue de Rivoli

### R
- Raoul (passage), voie du 11e arrondissement, nommée rue Bréguet
- Raoul Mucet (rue) ancienne voie disparue de l'actuel quartier des Halles
- Rats
  - Rats (boulevard des), actuellement partie du boulevard de Ménilmontant
  - Rats (chemin de ronde des) ou « chemin de ronde de la barrière des Rats »), actuellement partie du boulevard de Ménilmontant entre les rues de Mont-Louis et Pierre-Bayle
  - Rats (Petite rue des), aussi nommée cul-de-sac du Chat-Blanc
  - Rats (rue des), voie nommée rue de l'Hôtel-Colbert depuis 1829 (actuel 5e)
  - Rats (rue des), aussi rue Saint-Jacques-la-Boucherie
  - Rats-Popincourt (rue des), voie nommée rue de Mont-Louis depuis 1869 (11e)
  - Rats-Popincourt (rue des), voie de l'ancienne commune de Charonne, nommée rue Pierre-Bayle depuis 1897 (20e)
- Réforme (rue de la), voie du 8e arrondissement, nommée rue d'Artois depuis 1897 (voir aussi rues Neuve-de-Poitiers et des Écuries-d'Artois)
- Reginaldi
  - Reginaldi Citharatoris (vicus), partie de la rue de la Harpe Paris 5e
  - Reginaldii Dicti le Harpeur (vicus), partie de la rue de la Harpe Paris 5e
- Reims (rue de), voie du 5e arrondissement, supprimée dans les années 1880 lors de l'extension du collège Sainte-Barbe
- Reine-Hortense
  - Reine-Hortense (avenue de la), voie du 8e arrondissement, renommée avenue Hoche en 1879
  - Reine-Hortense (rue de la), ancien nom de la rue de l'Élysée, voie du 8e arrondissement
- Rempart, Remparts
  - Rempart (rue du), voie de l'ancien 2e arrondissement), supprimée lors du percement de l'avenue de l'Opéra et de l'actuelle place André-Malraux (actuel 1er arrondissement)
  - Rempart (rue du), au XVIIe siècle, nom d'une voie proche de l'emplacement de l'ancienne enceinte de Charles V (intra-muros), aujourd'hui rue Jean-Beausire (actuel 4e arrondissement)
  - Rempart ou des Remparts (rue du), voie proche de l'emplacement de l'ancienne enceinte de Charles V (intra-muros), nommée depuis 1644 rue Sainte-Foy (actuel 2e arrondissement)
  - Remparts (rue des), voie (1696) proche de l'emplacement de l'ancienne enceinte de Charles V (intra-muros), voir rue Meslay (2e)
- Renard (rue du), voie du 5e arrondissement, nommée aujourd'hui rue du Chat-qui-Pêche (voir aussi rues des Bouticles et des Étuves)
- Renaud-Lefèvre (rue), voie de l'ancien 7e arrondissement, supprimée lors du prolongement de la rue de Rivoli et la création de l'actuelle place Baudoyer dans les années 1850
- René-Pauline (rue), voie du 6e arrondissement, nommée rue Paul-Séjourné en 1953
- République (avenue de), voie de la commune de Malakoff (chemin vicinal no 1), puis du 14e arrondissement à partir de 1925, renommée avenue de la Porte-de-Vanves
- Révolution (rue de la), nom de la rue Royale sous la Révolution française (voie du 8e arrondissement)
- Richard-des-Poulies (rue), voie ouverte en 1282 dans le lotissement de la Ville-Neuve du Temple, nommée rue Portefoin depuis le XIVe siècle (et passagèrement « rue des Bons-Enfants » au XVIe siècle), actuel 3e arrondissement
- Richebourg (rue), ancien nom de la rue du Coq-Saint-Honoré, voie de l'actuel 1er arrondissement, nommée rue de Marengo depuis 1854
- Richepance (rue), également orthographiée par le passé rue de Richepanse, voie des 1er et 8e arrondissements, renommée rue du Chevalier-de-Saint-George en 2002
- Rivoli (place de), voie du 1er arrondissement, renommée place des Pyramides en 1932
- Rohan (rue de), ancienne voie de l'actuel 1er arrondissement, disparue lors de l'aménagement du palais du Louvre et du prolongement de la rue de Rivoli dans les années 1840-1850
- Roi-de-Rome (avenue du), voie du 16e arrondissement, renommée avenue Kléber en 1879 (voir aussi boulevard de Passy, boulevard de Longchamp chemin de ronde des Bassins, chemin de ronde de Longchamp)
- Rollin-Prend-Gage (impasse), ancienne voie de l'actuel 1er arrondissement, disparue lors du percement de la rue des Halles dans les années 1850
- Ronce (passage), voie du 20e arrondissement, passage disparu, se trouvait sur l'actuel parc de Belleville.
- Rosiers (rue des), voie de l'ancienne commune de Montmartre, puis du 18e arrondissement, rattachée à la rue de la Fontenelle en 1868 (rue du Chevalier-de-La-Barre depuis 1907)
- Roule (chemin du), ancien nom de l'actuelle rue La Boétie, voie du 8e arrondissement
- Roussel (rue), ancien nom de l'actuelle rue Léon-Jost, voie du 17e arrondissement
- Royal (chemin), ancien nom de l'actuelle rue Saint-Honoré, voie des 1er et 8e arrondissements
- Royale-Saint-Martin (rue de), voie de l'ancien 6e arrondissement (actuellement 3e arrondissement), incorporée à la rue Réaumur dans les années 1850
- Ruty (rue), voie du 12e arrondissement, renommée rue Marsoulan en 1912

- Haut – A
- B
- C
- D
- E
- F
- G
- H
- I
- J
- K
- L
- M
- N
- O
- P
- Q
- R
- S
- T
- U
- V
- W
- X
- Y
- Z

### S
- Sables (rue des), voie supprimée du 15e arrondissement, elle se situait vers la Porte d'Issy (Paris, Liste des dénominations anciennes : https://cdn.paris.fr/paris/2021/12/24/4cb812a8320bae70f39e45edd2a5b248.pdf)
- Saint-Ambroise (impasse), voie du 11e arrondissement, en partie disparue lors de la construction de l'actuelle église Saint-Ambroise et renommée square Saint-Irénée pour la partie restante (voir aussi impasse Saint-Irénée)
- Saint-Ange
  - Saint-Ange (rue), voie de l'ancienne commune de Passy, puis du 16e arrondissement, renommée rue Le Sueur en 1864
  - Saint-Ange (place), voie de l'ancienne commune de La Chapelle, puis du 18e arrondissement au croisement de la rue de Chartres et de la rue de la Charbonnière, supprimée en 1877
  - Saint-Ange (boulevard), voie de l'ancienne commune de La Chapelle, actuellement dans le 18e arrondissement, incorporée au boulevard de la Chapelle en 1851
- Saint-Barthélemy (rue), réunie à la rue de la Barillerie
- Saint-Benoît
  - Saint-Benoît (carrefour), voie du 6e arrondissement, supprimée en 1868 lors du prolongement de la rue de Rennes (voir aussi carrefour aux Vaches)
  - Saint-Benoît (impasse), voie de l'ancien 7e arrondissement de Paris, disparue lors du percement de la rue de Rivoli
  - Saint-Benoît (passage), voie du 6e arrondissement, supprimée lors du prolongement de la rue de Rennes en 1866
- Saint-Christophe (rue), voie du quartier de la Cité, 4e arrondissement, supprimée lors du réaménagement de l'île de la Cité
- Saint-Denis
  - Saint-Denis (rue de), voie de la commune de Belleville, puis du 19e arrondissement, renommée rue Compans en 1864
  - Saint-Denis-Faubourg-Saint-Antoine (rue), voie du 11e arrondissement, incorporée à la rue des Boulets en 1868
- Saint-Dominique-d'Enfer (rue), voie du 5e arrondissement, renommée rue Royer-Collard en 1846
- Saint-Éloi (rue), voie du quartier de la Cité, , dans l'actuel 4e arrondissement, disparue lors de la construction de la préfecture de police dans les années 1860
- Saint-Étienne-des-Grès (rue), voie du 5e arrondissement, renommée rue Cujas en 1865
- Saint-Fiacre (rue), voie du 15e arrondissement, renommée rue Miollis en 1864
- Saint-Germain-des-Prés (rue), voie de l'ancien 11e arrondissement, réunie à deux autres rues en 1852 pour former la rue Bonaparte (actuel 6e arrondissement)
- Saint-Guillaume
  - Saint-Guillaume (cour), voie de l'ancien 2e arrondissement, supprimée en 1866 lors du percement de l'avenue de l'Opéra et de la place du Théâtre-Français.
  - Saint-Guillaume (passage), voie de l'ancien 2e arrondissement, supprimé en 1866 lors du percement de l'avenue de l'Opéra et de la place du Théâtre-Français.
- Saint-Hilaire (rue), voie du 5e arrondissement, renommée rue de Lanneau en 1880
- Saint-Hippolyte
  - Saint-Hippolyte (carrefour), disparu, voie de l'ancien 12e arrondissement (ancien quartier Saint-Marcel) formée par : l'embouchure de ancienne « rue des Trois-Couronnes » (Saint-Marcel), l'embouchure de l'ancienne « rue Pierre-Assis[16] » et l'embranchement de la rue Saint-Hippolyte. Les deux premières de ces rues commençaient dans la partie méridionale de la rue Mouffetard (supprimée lors du percement de l'avenue des Gobelins) et formaient une fourche face à la rue Saint-Hippolyte (partie amputée lors du percement du boulevard Arago). Carrefour supprimé dans le cadre des travaux haussmanniens lors de l'aménagement de ce secteur (actuel 13e arrondissement
  - Saint-Hippolyte (passage), voir rue des Deux-Avenues (13e)
  - Saint-Hippolyte (petite rue), voie disparue de l'ancien 12e arrondissement (ancien quartier Saint-Marcel) et précédemment du quartier de la place Maubert, commençait rue Mouffetard (partie supprimée, actuel boulevard des Gobelins) et finissait au carrefour Saint-Hippolyte (voir ci-dessus). Voie supprimée lors du percement des boulevards des Gobelins et Arago (13e)
  - Saint-Hippolyte (rue), voie de la commune de Passy (Seine), annexée, partie de l'actuelle rue Cortambert (16e)
- Saint-Honoré
  - Saint-Honoré (chaussée)
  - Saint-Honoré (grand chemin)
  - Saint-Honoré (grande rue du faubourg)
  - Saint-Honoré (rue neuve)
- Saint-Hugues (rue), voie de l'ancien 6e arrondissement, réunie à la rue Beaubourg en 1851 (actuel 3e arrondissement)
- Saint-Hyacinthe
  - Saint-Hyacinthe-Saint-Honoré (rue), voie du 1er arrondissement, renommée rue Saint-Hyacinthe en 1881
  - Saint-Hyacinthe-Saint-Michel (rue), ancienne voie de l'actuel 5e arrondissement, disparue lors du prolongement de la rue Soufflot et dont une petite section a été reprise par la rue Malebranche (entre la rue Saint-Jacques et la rue Paillet)
- Saint-Irénée
  - Saint-Irénée (impasse), voie du 11e arrondissement, en partie disparue lors de la construction de l'actuelle église Saint-Ambroise et renommée square Saint-Irénée pour la partie restante (voir aussi impasse Saint-Ambroise)
  - Saint-Irénée (rue), voie du 11e arrondissement, renommée rue Lacharrière en 1877
- Saint-Jacques :
  - Saint-Jacques-la-Boucherie (rue), voie des anciens 4e arrondissement, 6e arrondissement et 7e arrondissement, disparue lors du percement de l'avenue Victoria
  - Saint-Jacques-la-Boucherie (place), voie de l'ancien 6e arrondissement, disparue lors du prolongement de la rue de Rivoli
- Saint-Jean (passage), devenu passage Jean-Nicot Paris 7e
- Saint-Jean-au-Gros-Caillou (rue), partie de la rue Jean-Nicot Paris 7e
- Saint-Jérôme (rue), disparue lors du réaménagement des abords de la place du Châtelet en 1855 et l'ouverture de l'avenue Victoria et la construction du théâtre de la Ville
- Saint-Leufroy (rue), disparue lors de la création de la place du Châtelet
- Saint-Louis
  - Rue Saint-Louis ou Rue Saint-Louis-au-Marais, ancienne portion de la rue de Turenne comprise entre les rues des Francs-Bourgeois et Vieille-du-Temple
  - Saint-Louis (grande rue ou rue neuve ou nouvelle rue), actuellement rue Saint-Honoré
  - Saint-Louis (impasse), voie du 10e arrondissement, nommée rue Alibert depuis 1840
  - Saint-Louis (rue) voie du quartier de la Cité, réunie au quai des Orfèvres en 1810
  - Saint-Louis-Saint-Honoré (rue) disparue lors de l'ouverture de la rue de Rivoli
- Saint-Magloire (rue) disparue en 1859 lors du percement du boulevard de Sébastopol. Remplacée par le prolongement de la rue de la Grande-Truanderie.
- Saint-Martin
  - Four Saint-Martin-des-Champs (ruelle du)
  - Basse-Porte-Saint-Martin (rue)
  - Fossés-Saint-Martin (rue des)
    - ancien nom de la rue René-Boulanger depuis 1944 (10e)
    - voie disparue qui reliait l'actuelle rue Philippe-de-Girard et la rue du Faubourg-Saint-Denis (10e)
- Saint-Martin
  - Saint-Martin (petite rue)
  - Petit-Saint-Martin (rue du)
- Saint-Maur-Saint-Germain (rue), voie de l'ancien 6e arrondissement, rebaptisée passage du Manège en 1816, rue des Missions en 1868 puis rue de l'Abbé-Grégoire en 1880.
- Saint-Médard (rue), voie de l'ancienne commune de Vaugirard, puis du 14e arrondissement, renommée rue du Texel en 1877
- Saint-Michel (place), voie de l'ancien 11e arrondissement, disparue lors du percement du boulevard Saint-Michel dans les actuels 5e et 6e arrondissements
- Saint-Nicaise (rue), ancienne voie de l'actuel 1er arrondissement, supprimée lors des travaux de réaménagement du Louvre dans les années 1850
- Saint-Nicolas
  - Saint-Nicolas (impasse), voie du 19e arrondissement, rebaptisée impasse Montferrat en 1877 et rue de Chaumont en 1923
  - Saint-Nicolas-du-Chardonnet (rue), voie de l'ancien 12e arrondissement, en partie disparue et en partie réunie à la rue des Bernardins dans l'actuel 5e arrondissement
- Saint-Pierre
  - Saint-Pierre (impasse), voie de la commune de Vaugirard, annexée, partie du « passage des Favorites » (1863-1927), voir rue des Favorites (15e)
  - Saint-Pierre (petite rue), voie rattachée à la rue Saint-Sabin en 1868
  - Saint-Pierre (rue), voie de la commune de Montrouge, ouverte au Petit-Montrouge, annexée, renommée rue Danville en 1864 (14e)
  - Saint-Pierre-Popincourt (rue), voie du 11e arrondissement, rattachée à la rue Amelot en 1868
  - Saint-Pierre-aux-Bœufs (rue), voie du quartier de la Cité, réunie à la rue du Chevet-Saint-Landy en 1837 pour former la rue d'Arcole dans l'actuel 4e arrondissement
  - Saint-Pierre-des-Arcis (rue), voie du quartier de la Cité, disparue lors de la reconstruction du marché aux fleurs dans l'actuel 4e arrondissement
- Saint-Thomas
  - Saint-Thomas-d'Enfer (rue) voie renommée rue Malebranche en 1867 (5e)
  - Saint-Thomas-du-Louvre (rue), voie disparue lors de l'aménagement du palais du Louvre et du prolongement de la rue de Rivoli dans les années 1840-1850 (actuel 1er arrondissement)
- Sainte-Alice (rue), voie renommée rue Asseline en 1904 (14e)
- Sainte-Anne
  - Sainte-Anne (avenue) ou avenue de la Santé, voie de la commune de Gentilly, au Petit-Gentilly, annexée, rue Ferrus depuis 1863 (13e)
anciennement chemin de banlieue dénommé chemin de la Maison-de-Santé (1785)
  - Sainte-Anne (petite rue), voie du Petit-Gentilly, territoire de la commune de Gentilly, nommée rue de l'Èbre (vers 1850), annexée, disparue dans les années 1960-1970 (13e)
  - Sainte-Anne (pont), ancien nom du pont Royal (Paris)
  - Sainte-Anne (rue), voie de la commune de Bercy, ouverte en 1815, dans le périmètre des entrepôts de Bercy, annexée et incorporée au 12e arrondissement, disparue vers 1993
  - Sainte-Anne-en-la-Cité (rue), voie du quartier de la Cité, renommée rue Boileau en 1851, puis rue Mathieu-Molé en 1877 et disparue lors de la reconstruction du palais de justice de Paris
- Sainte-Catherine d'Enfer (rue), voie du 5e arrondissement, renommée rue Le Goff en 1880
- Sainte-Cécile (rue), voie du 15e arrondissement, nommée rue de l'Harmonie en 1877
- Sainte-Croix-en-la-Cité (rue), voie du quartier de la Cité, disparue lors de la reconstruction du marché aux fleurs dans l'actuel 4e arrondissement
- Sainte-Chapelle (rue de), ancienne voie du 1er arrondissement, disparue au début du XXe siècle lors des travaux d'extension du palais de justice de Paris
- Sainte-Élisabeth (rue)
- Sainte-Eugénie (rue), voie ouverte en 1863, prolongée en 1875, renommée Rue Hippolyte-Maindron en 1904 (14e)
- Sainte-Geneviève
  - Sainte-Geneviève (rue), voie de la commune de Belleville, puis du 19e arrondissement, renommée rue Petitot en 1875
  - Sainte-Geneviève (place), voie de la commune de Belleville, puis du 19e arrondissement, renommée place des Fêtes
- Sainte-Marguerite
  - Sainte-Marguerite-Saint-Antoine (rue), voie de l'ancien 8e arrondissement, renommée rue Trousseau en 1894 (11e)
  - Sainte-Marguerite-Saint-Germain (place), voie de l'ancien 10e arrondissement renommée place Gozlin en 1864 et supprimée en 1866 pour permettre le percement du boulevard Saint-Germain (6e)
  - Sainte-Marguerite-Saint-Germain (rue), voie l'ancien 10e arrondissement renommée rue Gozlin en 1864 (6e)
- Sainte-Marie
  - Sainte-Marie (avenue), voie de la commune de Montrouge, au Petit-Montrouge, annexée, renommée avenue Villemain en 1875  (14e)
  - Sainte-Marie (escalier), voie ouverte en 1867, partie de la Rue Paul-Albert depuis 1907 (18e)
  - Sainte-Marie (passage), ancienne voie du 7e arrondissement, voir Rue Paul-Louis-Courier
  - Sainte-Marie (passage), ancien nom de la rue Sainte-Marthe (10e)
  - Sainte-Marie (passage), ancien nom de l'impasse Marie-Blanche (18e)
  - Sainte-Marie (place), voie la commune de Montmartre, annexée, renommée  place du Calvaire en 1873 (18e)
  - Sainte-Marie (rue), partie de la rue Lacordaire depuis 1875 (15e)
  - Sainte-Marie (rue), voie ouverte en 1870, partie de la rue Paul-Albert depuis 1907 (18e)
  - Sainte-Marie (rue), voie de la commune de Batignolles-Monceau, incorporée au 17e arrondissement, voir rue Lamandé
  - Sainte-Marie (rue), voie de la commune de Montmartre, devient partie de la « rue de la Carrière », annexée, rue Seveste depuis 1875 (18e)
  - Sainte-Marie (rue), voie de la commune de Montrouge, ouverte au Petit-Montrouge sous la dénomination « rue Sainte-Marthe », annexée et renommée rue Lalande en 1864 (14e)
  - Sainte-Marie (rue), voie de la commune de Neuilly-sur-Seine, crée vers 1847, annexée, renommée rue Brunel en 1868 (17e)
  - Sainte-Marie-Saint-Germain (rue), voie du faubourg Saint-Germain ouverte vers 1670, renommée rue Allent en 1864 (7e)
- Sainte-Marine (impasse), voie du quartier de la Cité, dans le supprimée dans les années 1860 pour percer la rue d'Arcole lors de la reconstruction de l'Hôtel-Dieu de Paris, actuel 4e arrondissement
- Sainte-Marthe (rue), voie de l'ancien 10e arrondissement (actuellement 6e arrondissement), supprimée lors du prolongement de la rue de Rennes en 1866
- Sainte-Thérèse (rue), voie de l'ancienne commune des Batignolles-Monceau, annexée, renommée rue Clairaut en 1869 (17e)
- Salle-au-Comte (rue) disparue en 1859 lors du percement du boulevard de Sébastopol
- Sanhédrin (rue du) ancienne rue du Pet-au-Diable[17],[18]
- Santé
  - Santé (avenue de la), voie de la commune de Montrouge, au Petit-Montrouge, annexée, partie de la rue Hallé depuis 1865 (14e)
  - Santé (avenue de la) ou avenue Sainte-Anne, voie de la commune de Gentilly, au Petit-Gentilly, annexée, rue Ferrus depuis 1864 (14e)
anciennement « chemin de la Maison-de-Santé » (1785)
  - Santé (boulevard de la), voie de l'ancien 12e arrondissement et des communes de Gentilly, au Petit-Gentilly et de Montrouge, au Petit-Montrouge annexée, partie du boulevard Saint-Jacques depuis 1864 (14e)
  - Santé (cul-de-sac ou ruelle de la), voir impasse de la Santé (13e)
  - Santé (impasse de la), voie de la commune de Montmartre
  - Santé (rue de la), voie de la commune de Batignolles; annexée, renommée rue de la Saussure en 1864 (17e)

- Sarrazin (rue), voie de la commune de Montrouge, au Petit-Montrouge, reliait le « chemin des Prêtres » (rue du Saint-Gothard et la rue de la Tombe-Issoire, supprimée lors du percement de la « rue du Transit » (rue d'Alésia) en 1863 (14e)
- Sébastopol (rue de), voie du 19e arrondissement, rebaptisée en 1867
- Seine (rue de), renommée rue Cuvier en 1838, actuel 5e arrondissement
- Séjour (rue du), voie renommée rue du Jour (1er)
- Sept-Voies (rue des)
- Servitude (chemin de), voie grevé d'une servitude en marge du lotissement dit village d'Orléans au Petit-Montrouge, territoire de la commune de Montrouge, annexée, nommée passage Montbrun depuis 1877 (14e)
- Singes (rue des) devenue par fusion rue des Guillemites en 1868 (4e)
- Sofia (avenue de), débaptisée et nommée avenue des Portugais en 1918 (16e)
- Soldat-Laboureur (impasse du), voie de la commune de Montrouge, au Petit-Montrouge, annexée, disparue ; était dans la rue de la Gaîté (14e)
- Soulages (rue de), ouverte en 1823 entre le quai de Bercy et la rue de Bercy, incorporée dans les  entrepôts de Bercy (12e)
- Sourdis (cul-de-sac), voie de l'actuel 1er arrondissement, disparue lors du percement de la rue de Rivoli dans les années 1850, aboutissait dans la rue Perrault et a communiqué avec l'impasse Courbaton[19]
- Stalingrad (place), renommée place de la Bataille-de-Stalingrad

- Haut – A
- B
- C
- D
- E
- F
- G
- H
- I
- J
- K
- L
- M
- N
- O
- P
- Q
- R
- S
- T
- U
- V
- W
- X
- Y
- Z

### T
- Taillepain (rue de), voie de l'ancien 7e arrondissement, absorbée par la rue Brisemiche en 1911
- Tannerie (rue de la) supprimée lors de l'ouverture de l'avenue Victoria
- Taranne
  - Taranne (grande rue), ancienne voie de l'actuel 6e arrondissement, disparue lors de la création du boulevard Saint-Germain (voir aussi rues des Courtilles, Forestier, aux Vaches)
  - Taranne (petite rue), voie du 6e arrondissement, nommée rue Bernard-Palissy depuis 1864
- Teinturiers (rue des)
  - Teinturiers (rue des) supprimée lors de l'ouverture de l'avenue Victoria
  - Teinturiers (rue des) ancien nom de l'actuelle rue des Gobelins
  - Teinturiers (rue des), ancien nom de l'actuelle rue Saint-Hippolyte
- Temps-Perdu (rue du), ancien nom de l'actuelle rue Saint-Joseph
- Tenailles (impasse), voie de la commune de Montrouge, au Petit-Montrouge, annexée, assainie en 1937, actuel passage Tenaille (14e)
- Terrier-aux-Lapins (rue du), voie de la commune de Montrouge, au Petit-Montrouge, annexée, voir rue Didot (14e)
- Thermopyles (passage des), voie de la commune de Montrouge, au Petit-Montrouge, annexée, transformée en « rue » des Thermopyles en 1937 (14e)
- Thibault-aux-Dez (rue), également écrit rue Thibautod ou rue Thibault-Odet, voie de l'actuel 1er arrondissement, incorporée à la rue des Bourdonnais
- Thionville (place de)
- Théâtre (rue du), voie de la commune de Montrouge, au Petit-Montrouge, annexée, renommée rue Vandamme en 1865 (14e)
- Thévenot (rue), voie du 2e arrondissement, absorbée par la rue Réaumur dans les années 1890
- Thiroux (rue), voie absorbée en 1849 par la rue de Caumartin (actuel 9e arrondissement)
- Tirechappe (rue)
- Tixéranderie (rue de la), voie des ancien 7e et ancien 9e arrondissements, supprimée lors du percement de la rue de Rivoli et la construction de la caserne Napoléon
- Tokio (avenue de) (actuel 4e arrondissement)
- Tombe-Issoire
  - Tombe-Issoire (impasse de la), voie de la commune de Montrouge, au Petit-Montrouge, annexée, située 86, rue de la Tombe-Issoire
  - Tombe-Issoire (rue Neuve-de-la), voie de la commune de Montrouge, au Petit-Montrouge, dans l'ancien « clos » ou « enclos des Catacombes » (ultérieurement lotissement dit Village d'Orléans), annexée, nommée rue Bezout depuis 1867
- Tonnellerie (rue de la), disparue lors de la reconstruction des Halles centrales
- la Tour (carrefour de), disparu
- Tourniquet-Saint-Jean (rue du)  fusionnée dans la rue de Lobau
- Traihoir (rue du) ou du Traihouer, du Trayoir ou du Trahoir, du Triouer ou du Trioir

- Transit
- Transit (rue), voie de la commune de Grenelle (Seine), entre l'église et la rue de la Croix-Nivert actuel 15e arrondissement)
- Transit (rue Basse-du-), voie de la commune de Vaugirard (Seine) entre la rue de la Croix-Nivert et la rue de Sèvres, actuel 15e arrondissement)
- Transit (rue du Haut-), voie de la commune de Vaugirard (Seine), entre l'ancienne Grande-Rue de Vaugiard et la rue des Vignes et la route du Transit actuel 15e arrondissement)
- Transnonain (rue), absorbée par la rue Beaubourg
- Traversière-Saint-Antoine (rue)
- Traversière-Saint-Honoré (rue)
- Traversine (rue), supprimée lors du percement de la rue des Écoles et de la rue Monge
- Treilhard (rue), voie de l'ancien 8e arrondissement, déclarée d'utilité publique en 1840, dénommée en 1844 et supprimée lors de la création de la rue de Lyon en 1847 (actuel 12e arrondissement)
- Treilles (chemin des), partie de la rue Jean-Nicot Paris 7e
- Trézel (rue)
- Triperie (rue de la), 
  - partie de la rue Jean-Nicot Paris 7e
  - renommée rue du Colonel-Combes Paris 7e
  - Ancienne rue disparue vers 1813 lors de la démolition du Grand Châtelet.
- Triperet (rue), ancienne voie de l'actuel 5e arrondissement absorbée par la place Monge dans les années 1860
- Trocadéro
  - Trocadéro (place du), voie renommée
  - Trocédéro (avenue du), voie renommée
- Trognon (rue), disparue en 1853
- Trois
  - Trois-Canettes (rue des), voie du quartier de la Cité, supprimée dans les années 1860 pour reconstruire l'Hôtel-Dieu de Paris (actuel 4e arrondissement)
  - Trois-Couronnes (boulevard des), voie des 11e et 20e arrondissements, incorporée au boulevard de Belleville en 1864
  - Trois-Couronnes (passage des), voie du 11e arrondissement, renommée passage de Vaucouleurs en 1873, puis rue de Vaucouleurs en 1903
  - Trois-Couronnes-Saint-Marcel (rue des), ancienne voie de l'actuel 13e arrondissement, qui se trouvait à l'intersection du boulevard Arago, du boulevard de Port-Royal et l'avenue des Gobelins
  - Trois-Maures (rue des), supprimée lors du percement du boulevard de Sébastopol
  - Trois-Maures (ruelle des), supprimée vers 1841. Elle reliait le quai de la Grève  à la rue de la Mortellerie
  - Trois-Pistolets (rue des), devenue la partie est de la rue Charles-V
- Trône
  - Trône (place du)
  - Trône-Renversé (place du)
- Trop-Va-Qui-Dure (rue), voie supprimée en 1813 lors de la destruction du Grand Châtelet et la création de la place du Châtelet (actuel 1er arrondissement)
- Troussevache (rue), voie de ancien 6e arrondissement, renommée rue de La Reynie en 1822 (actuel 4e arrondissement)

- Haut – A
- B
- C
- D
- E
- F
- G
- H
- I
- J
- K
- L
- M
- N
- O
- P
- Q
- R
- S
- T
- U
- V
- W
- X
- Y
- Z

### U
- Union (rue de l')
- rue Basse des Ursins, Port Saint-Landry (rue du) XIVe siècle, puis : Ursins (rue des) (1881)[10]

- Haut – A
- B
- C
- D
- E
- F
- G
- H
- I
- J
- K
- L
- M
- N
- O
- P
- Q
- R
- S
- T
- U
- V
- W
- X
- Y
- Z

### V
- Voies sans nom de Paris
- Vaches
  - Vaches (chemin des), partie de la rue Jean-Nicot Paris 7e
  - Vaches (rue aux), ancien nom de la rue de l'Égout, ancienne voie de l'actuel 6e arrondissement, supprimée en 1868 lors du prolongement de la rue de Rennes (voir aussi rues des Courtilles et Forestier)
  - 'Vaches (carrefour aux), ancien nom du carrefour Saint-Benoît, ancienne voie du 6e arrondissement, supprimée en 1868 lors du prolongement de la rue de Rennes
- Valois
  - Valois-Saint-Honoré (rue de), voie (1779) de l'ancien 1er arrondissement, disparue lors de l'aménagement du palais du Louvre et du prolongement de la rue de Rivoli dans les années 1840-1850 (actuel 1er arrondissement)
  - Valois-du-Roule (rue de), voie réunie à la rue de Monceau en 1868 (8e)
- Vannes (rue) supprimée pour la construction du pavillon no 2 des Halles centrales[20]
- Vannerie (rue de la) supprimée lors de l'ouverture de l'avenue Victoria
- Vanves (rue de), elle apparaît sous le nom de chaussée de Vanves sur le plan de Paris de Albert Jouvin de Rochefort en 1672. Chemin des anciennes communes de Vaugirard, de Montrouge (Petit-Montrouge) et de Vanves, elle devient parisienne après l'annexion totale ou partielle de ces communes par Paris en 1860, sous le nom de rue de Vanves. Elle devient la rue Raymond-Losserand le 11 juillet 1945 dans l'actuel 14e arrondissement.
- Vaugirard (place de), voie du 15e arrondissement, nommée place Adolphe-Chérioux depuis 1935
- Vendôme (rue de) devenue rue Béranger en 1864
- Rue de Venise-en-la-Cité, voie du quartier de la Cité disparue au XVIIe siècle (actuel 4e arrondissement),
- Verderet (rue), supprimée lors du percement de la rue de Turbigo
- Versailles (rue de), supprimée lors du percement de la rue des Écoles et de la rue Monge.
- Vetus
  - Vetus-Bouclearia (vicus), partie de la rue de la Harpe Paris 5e
  - Vetus-Judearia (vicus), partie de la rue de la Harpe Paris 5e
- Victor-Emmanuel III (avenue), voie du 8e arrondissement, nommée avenue Franklin-D.-Roosevelt depuis 1945
- Vieille
  - Vieille-Boucherie (rue de la), partie de la rue de la Harpe Paris 5e
  - Vieille-Bouclerie (rue de la), partie de la rue de la Harpe Paris 5e
  - Vieille-Draperie (rue de la), ancienne voie du 4e arrondissement, disparue lors du percement de l'actuelle rue de Lutèce
  - Vieille-Harengerie (rue de la), voie de l'ancien 4e arrondissement, disparue lors du percement de la rue des Halles (actuel 1er arrondissement)
  - Vieille-Lanterne (rue de la), voie de l'ancien 7e arrondissement, supprimée en 1854 lors du réaménagement des abords de la place du Châtelet et du percement de l'avenue Victoria
  - Vieille-Place-aux-Veaux (rue de la) voie de l'ancien 7e arrondissement, supprimée en 1854 lors du réaménagement des abords de la place du Châtelet et du percement de l'avenue Victoria
- Vierge (rue de la) absorbée par l'avenue Bosquet.
- Vieux-Augustins (rue des) ancien nom de la rue d'Argout dans le 2e arrondissement
- Vilin (passage), ancienne voie du 20e arrondissement située entre la rue Vilin et le passage Piat, supprimée lors de l'aménagement du parc de Belleville
- Vincennes (boulevard de), voie du 12e arrondissement, nommée avenue Daumesnil depuis 1864
- Vincennes (rue de), voie de l'ancienne commune de Charonne, aujourd'hui dans le 20e arrondissement, nommée rue des Balkans depuis 1877
- Vincent (rue), voie du 19è arrondissement[21].
- Voie-Creuse (rue de la), voie des communes de Gentilly, au Petit-Gentilly et de Montrouge, au Petit-Montrouge, figure au cadastre de 1804, nommée successivement rue des Cavées, rue des Catacombes, puis rue Dareau en 1858, annexée sous cette dénomination, sa partie sud-ouest a pris le nom de rue Rémy-Dumoncel en 1946 (14e)
- Voie-Verte (rue de la), voie du Petit-Montrouge, territoire de la commune de Montrouge, annexée par Paris (14e), renommée rue du Père-Corentin en 1945
- Voiries de Paris
  - Voirie (chemin de la), voie du 6e arrondissement, nommée rue des Quatre-Vents depuis la fin du XVIIe siècle
  -  Voirie (chemin de), voie du 10e arrondissement, nommée rue Louis-Blanc depuis 1885
  - Voirie (impasse de la) devenue place Henri-Bergson
  - Voirie (rue de la) devenue rue Poliveau
  - Voirie (rue de la) devenue rue de Meaux en 1851, 19e arrondissement.
  - Voirie (rue de la) devenue rue Cadet
  - Voirie (rue de la), voie du 10e arrondissement, renommée rue René-Boulanger en 1944
  - Voirie-de-la-Boucherie (rue de la), voie du 6e arrondissement, nommée rue des Quatre-Vents depuis la fin du XVIIe siècle
  - Voirie-de-Popincourt (rue de la) devenue rue Ternaux
  - Voirie-de-Saint-Denis (rue de la) qui reliait la rue Philippe-de-Girard à la rue du Château-Landon
  - Voirie-Saint-Honoré (rue de la) devenue place Henri-Bergson
- Voltaire (place), voie du 11e arrondissement, anciennement nommée place du Prince-Eugène jusqu'en 1870, renommée place Léon-Blum en 1957
- Voulzie (rue de), ancienne voie du 20e arrondissement, supprimée pour aménager le square du Docteur Jacques-Joseph Grancher
- Voûte-du-Cours (rue de la), voie de la commune de Saint-Mandé, puis du 12e arrondissement (après le rattachement des quartiers de Picpus et du Bel-Air à Paris), renommée rue Michel-Bizot en 1862, rue du Général-Bizot et enfin avenue du Général-Michel-Bizot depuis 1916

- Haut – A
- B
- C
- D
- E
- F
- G
- H
- I
- J
- K
- L
- M
- N
- O
- P
- Q
- R
- S
- T
- U
- V
- W
- X
- Y
- Z

### W
- Washington (passage), voie de l'ancien 4e arrondissement de Paris, disparu lors du percement de la rue de Rivoli
- Wertingen (rue de), voie du 6e arrondissement, nom porté par la rue de Furstemberg de 1791 à 1815

- Haut – A
- B
- C
- D
- E
- F
- G
- H
- I
- J
- K
- L
- M
- N
- O
- P
- Q
- R
- S
- T
- U
- V
- W
- X
- Y
- Z

### Z
- Zacharie (rue), voie du 5e arrondissement, rebaptisée rue Xavier-Privas en 1929
- Zone (boulevard de la) Paris 13e
- Zone à Paris (rue de) Paris 12e
- Zone à Ivry (rue de la) Paris 13e

- Haut – A
- B
- C
- D
- E
- F
- G
- H
- I
- J
- K
- L
- M
- N
- O
- P
- Q
- R
- S
- T
- U
- V
- W
- X
- Y
- Z